# Liste der Baudenkmäler in Blieskastel
In der Liste der Baudenkmäler in Blieskastel sind alle Baudenkmäler der saarländischen Stadt Blieskastel und ihrer Ortsteile aufgelistet. Grundlage ist die Veröffentlichung der Landesdenkmalliste im Amtsblatt des Saarlandes vom 22. Dezember 2004 und die aktuelle Teildenkmalliste des Saarpfalz-Kreises in der Fassung vom 9. August 2017.

## Alschbach
| Lage                    | Bezeichnung                  | Beschreibung | Bild |
| ----------------------- | ---------------------------- | --- | ---- |
| An der Kirche Lage      | Filialkirche St. Maria       | Die schlichte Saalkirche mit unverputzter Sandsteinfassade wurde 1954/55 nach Plänen des Architekten Wilhelm Schulte jun. erbaut. Der Westseite des Langhauses ist ein gedrungener Turm mit Portal vorangestellt.    |      |
| Außerhalb der Ortslage  | Westwallbefestigung WH 118   | Erbaut 1940 |      |
| Talstraße 84 (bei) Lage | Wegekreuz (Einzeldenkmal)    | Das alte Dorfkreuz stand früher im sogenannten Bettwäschen an gleicher Stelle. Es stammt aus dem 18. Jahrhundert und ist aus Sandstein gefertigt. Das ca. 100 cm hohe Kreuz mit Christuskopf wurde 1990 restauriert. |      |
| Talstraße 87 Lage       | Bauernhaus mit Gewölbekeller | Der traufständige zweigeschossige Putzbau aus der Mitte des 18. Jahrhunderts wurde 1946 mit einem Anbau erweitert.                                                                                                   |      |

## Altheim
| Lage                                               | Bezeichnung             | Beschreibung | Bild |
| -------------------------------------------------- | ----------------------- | --- | ---- |
| Brenschelbacher Straße, Flur 1, Flurstück 193 Lage | Pfarrkirche St. Andreas | Von der ersten Kirche im 14. Jahrhundert ist bis heute der Chorturm erhalten geblieben. Dieser wurde 1499 erhöht. 1760 wurde das Kirchenschiff abgerissen und von 1760 bis 1763 durch eine barocke Saalkirche ersetzt, die nach Plänen von Baudirektor Christian Ludwig Hautt erbaut wurde. Nach Zerstörungen im Zweiten Weltkrieg wurde der schlichte Saalbau 1948/49 saniert. |      |

## Aßweiler
| Lage                     | Bezeichnung | Beschreibung              | Bild                                      |
| ------------------------ | ----------- | ------------------------- | ----------------------------------------- |
| Saarpfalz-Straße 46 Lage | Bauernhaus  | Erbaut im 18. Jahrhundert | Bauernhaus, Saarpfalz-Straße 46, Aßweiler |
| Saarpfalz-Straße 48 Lage | Bauernhaus  | Erbaut im 18. Jahrhundert | Bauernhaus, Aßweiler, Saarpfalzstrasse 48 |
| Saarpfalz-Straße 53 Lage | Wegekreuz   | Erstellt 1814             | Wegekreuz in Aßweiler                     |

## Ballweiler
| Lage                            | Bezeichnung | Beschreibung    | Bild |
| ------------------------------- | ----------- | --------------- | ---- |
| Biesinger Straße Lage           | Wegekreuz   | 1811            |      |
| Biesinger Straße 29 (nach) Lage | Wegekreuz   | 18. Jahrhundert |      |

## Bierbach
| Lage                                          | Bezeichnung                                     | Beschreibung                                                             | Bild |
| --------------------------------------------- | ----------------------------------------------- | ------------------------------------------------------------------------ | ---- |
| Hügelstraße 8a Lage                           | Figur des hl. Pirminius in der Herz-Jesu-Kirche | Hölzerne Figur des hl. Pirminius aus dem 18. Jahrhundert                 |      |
| Im Serrstrang, Flur 6, Flurstück 1322/10 Lage | Glocke der Friedhofskapelle                     | Die Glocke der Friedhofskapelle wurde 1766 von Christoph Klein gegossen. |      |

## Biesingen
| Lage                               | Bezeichnung          | Beschreibung | Bild |
| ---------------------------------- | -------------------- | --- | ---- |
| Im Dorf, Flur 1, Flurstück 89 Lage | Pfarrkirche St. Anna | Die neugotische Kirche wurde in Jahren 1903 bis 1905 nach Plänen des Architekten August Barth aus Kaiserslautern erbaut, nachdem der baufällige Vorgängerbau abgerissen worden war. Die fünfachsige Saalkirche besitzt einen dreiseitigen Chorraum und einen schlanken Kirchturm mit spitzem Helm. |      |

## Blickweiler
| Lage                                  | Bezeichnung                                                         | Beschreibung | Bild |
| ------------------------------------- | ------------------------------------------------------------------- | --- | ---- |
| Ballweilerstraße/Wolfersheimer Straße | Wegekreuz                                                           | Das 1834 von Katharina Waidmann errichtete Wegekreuz ist aus Sandstein gearbeitet.                                                                                                 |      |
| Friedhofstraße 3 Lage                 | Wegekreuz                                                           | Das Wegekreuz wurde Ende des 18. Jahrhunderts errichtet. Es ist aus Sandstein gefertigt und trägt einen Korpus aus Metall.                                                         |      |
| Töpferstraße Lage                     | Figur eines hl. Bischofs und Kirchturm der kath. Kirche St. Barbara | Unter Denkmalschutz steht neben einer Figur eines Bischofs der Kirchturm aus dem 12. Jahrhundert. Er gehört zur Gruppe der „Hornbacher Türme“ mit Satteldach und einfachem Portal. |      |
| Zum Osterberg                         | Kreuzigungsgruppe                                                   | Die Kreuzigungsgruppe stammt aus dem Jahr 1826 und zeigt ein Kruzifix mit Maria und Johannes aus Sandstein. 1876 erhielt die Gruppe einen Sockel, 1926 eine Tafel auf dem Sockel.  |      |

## Blieskastel-Mitte(ohne die Ortsteile Alschbach und Lautzkirchen)
| Lage | Bezeichnung                          | Beschreibung | Bild |
| --- | ------------------------------------ | --- | --- |
| Alte Marktstraße/Alte Pfarrgasse/Am Schloss, An der Stadtmauer/Bliesgaustraße, Brunnengäßchen, Gerbergasse/Kardinal-Wendel-Straße/Luitpoldplatz/Mühleneck/Paradeplatz /Poststraße/Saargemünder Straße/Schlossbergstraße/Von-der-Leyen-Straße/Zweibrücker Straße Lage | Ensemble Alt-Blieskastel             | Die Altstadt entstand auf und um den Schlossberg, auf dem die Grafen von Blieskastel und die Adelsfamilie Von der Leyen eine Burg besaßen. Mit der Verlegung der von-der-leyenschen Residenz von Koblenz nach Blieskastel blühte der Ort auf und eine rege Bautätigkeit begann. In nur 40 Jahren entstand unter maßgeblicher Beteiligung von Christian Ludwig Hautt eine ansehnliche Kleinstadtresidenz, die sich bis heute weitgehend erhalten hat. | Die Altstadt entstand auf und um den Schlossberg, auf dem die Grafen von Blieskastel und die Adelsfamilie Von der Leyen eine Burg besaßen. Mit der Verlegung der von-der-leyenschen Residenz von Koblenz nach Blieskastel blühte der Ort auf und eine rege Bautätigkeit begann. In nur 40 Jahren entstand unter maßgeblicher Beteiligung von Christian Ludwig Hautt eine ansehnliche Kleinstadtresidenz, die sich bis heute weitgehend erhalten hat. |
| Alte Marktstraße/Alte Pfarrgasse/Am Schloss, An der Stadtmauer/Bliesgaustraße, Brunnengäßchen, Gerbergasse/Kardinal-Wendel-Straße/Luitpoldplatz/Mühleneck/Paradeplatz /Poststraße/Saargemünder Straße/Schlossbergstraße/Von-der-Leyen-Straße/Zweibrücker Straße Lage | Ensemble Alt-Blieskastel             | Alte Marktstraße, Rundbogen-Hofeinfahrt, 18. Jahrhundert (Einzeldenkmal) | |
| Alte Marktstraße/Alte Pfarrgasse/Am Schloss, An der Stadtmauer/Bliesgaustraße, Brunnengäßchen, Gerbergasse/Kardinal-Wendel-Straße/Luitpoldplatz/Mühleneck/Paradeplatz /Poststraße/Saargemünder Straße/Schlossbergstraße/Von-der-Leyen-Straße/Zweibrücker Straße Lage | Ensemble Alt-Blieskastel             | Alte Marktstraße 1a, Wohn- und Geschäftshaus (Ensemblebestandteil) | |
| Alte Marktstraße/Alte Pfarrgasse/Am Schloss, An der Stadtmauer/Bliesgaustraße, Brunnengäßchen, Gerbergasse/Kardinal-Wendel-Straße/Luitpoldplatz/Mühleneck/Paradeplatz /Poststraße/Saargemünder Straße/Schlossbergstraße/Von-der-Leyen-Straße/Zweibrücker Straße Lage | Ensemble Alt-Blieskastel             | Alte Marktstraße 3, Wohn- und Geschäftshaus, 18. Jahrhundert (Einzeldenkmal) | |
| Alte Marktstraße/Alte Pfarrgasse/Am Schloss, An der Stadtmauer/Bliesgaustraße, Brunnengäßchen, Gerbergasse/Kardinal-Wendel-Straße/Luitpoldplatz/Mühleneck/Paradeplatz /Poststraße/Saargemünder Straße/Schlossbergstraße/Von-der-Leyen-Straße/Zweibrücker Straße Lage | Ensemble Alt-Blieskastel             | Alte Marktstraße 7, Wohn- und Geschäftshaus, 18. Jahrhundert (Einzeldenkmal) | |
| Alte Marktstraße/Alte Pfarrgasse/Am Schloss, An der Stadtmauer/Bliesgaustraße, Brunnengäßchen, Gerbergasse/Kardinal-Wendel-Straße/Luitpoldplatz/Mühleneck/Paradeplatz /Poststraße/Saargemünder Straße/Schlossbergstraße/Von-der-Leyen-Straße/Zweibrücker Straße Lage | Ensemble Alt-Blieskastel             | Alte Marktstraße 9, Wohnhaus, 18. Jahrhundert (Einzeldenkmal) | |
| Alte Marktstraße/Alte Pfarrgasse/Am Schloss, An der Stadtmauer/Bliesgaustraße, Brunnengäßchen, Gerbergasse/Kardinal-Wendel-Straße/Luitpoldplatz/Mühleneck/Paradeplatz /Poststraße/Saargemünder Straße/Schlossbergstraße/Von-der-Leyen-Straße/Zweibrücker Straße Lage | Ensemble Alt-Blieskastel             | Alte Pfarrgasse, Wirtschaftsgebäude aus Fachwerk (Einzeldenkmal) | |
| Alte Marktstraße/Alte Pfarrgasse/Am Schloss, An der Stadtmauer/Bliesgaustraße, Brunnengäßchen, Gerbergasse/Kardinal-Wendel-Straße/Luitpoldplatz/Mühleneck/Paradeplatz /Poststraße/Saargemünder Straße/Schlossbergstraße/Von-der-Leyen-Straße/Zweibrücker Straße Lage | Ensemble Alt-Blieskastel             | Alte Pfarrgasse, Stützmauer (Einzeldenkmal): Hinter der Mauer stand bis 1934 die alte St.-Sebastian-Kirche. Der westliche Teil der Mauer wurde in den 1960er-Jahren erneuert, die östliche Mauer ist alt, heute aber ca. einen Meter niedriger als früher. Seit 1980 erinnert hier eine Gedenktafel von Richard Menges an die Kirche. Die Bildhauerarbeit aus Sandstein zeigt eine reliefierte Darstellung des Kirchenpatrons mit Inschrift. Im Osten des Mauerteils schließt ein Holztor einen gewölbten Gang ab, der früher Durchgang zum Kirchenportal gewesen sein soll. | |
| Alte Marktstraße/Alte Pfarrgasse/Am Schloss, An der Stadtmauer/Bliesgaustraße, Brunnengäßchen, Gerbergasse/Kardinal-Wendel-Straße/Luitpoldplatz/Mühleneck/Paradeplatz /Poststraße/Saargemünder Straße/Schlossbergstraße/Von-der-Leyen-Straße/Zweibrücker Straße Lage | Ensemble Alt-Blieskastel             | Alte Pfarrgasse 1 (Ensemblebestandteil) | |
| Alte Marktstraße/Alte Pfarrgasse/Am Schloss, An der Stadtmauer/Bliesgaustraße, Brunnengäßchen, Gerbergasse/Kardinal-Wendel-Straße/Luitpoldplatz/Mühleneck/Paradeplatz /Poststraße/Saargemünder Straße/Schlossbergstraße/Von-der-Leyen-Straße/Zweibrücker Straße Lage | Ensemble Alt-Blieskastel             | Alte Pfarrgasse 2, ehemals Brauerei (Einzeldenkmal): Der freistehende giebelständige Putzbau dominiert den kleinen Platz zwischen Alter Pfarrgasse und Brunnengässchen. Die ehemalige Brauerei wurde im 18. Jahrhundert erbaut und inzwischen als Wohnhaus genutzt. Das Portal befand sich ursprünglich in der Mittelachse der Fassade. Das Haus besitzt im Fassadengiebel zwei Zieranker, die die Initialen S und K bilden. | |
| Alte Marktstraße/Alte Pfarrgasse/Am Schloss, An der Stadtmauer/Bliesgaustraße, Brunnengäßchen, Gerbergasse/Kardinal-Wendel-Straße/Luitpoldplatz/Mühleneck/Paradeplatz /Poststraße/Saargemünder Straße/Schlossbergstraße/Von-der-Leyen-Straße/Zweibrücker Straße Lage | Ensemble Alt-Blieskastel             | Alte Pfarrgasse 3, Wohnhaus (Ensemblebestandteil) | |
| Alte Marktstraße/Alte Pfarrgasse/Am Schloss, An der Stadtmauer/Bliesgaustraße, Brunnengäßchen, Gerbergasse/Kardinal-Wendel-Straße/Luitpoldplatz/Mühleneck/Paradeplatz /Poststraße/Saargemünder Straße/Schlossbergstraße/Von-der-Leyen-Straße/Zweibrücker Straße Lage | Ensemble Alt-Blieskastel             | Alte Pfarrgasse 4, Wohnhaus, 18. Jahrhundert (Einzeldenkmal) | |
| Alte Marktstraße/Alte Pfarrgasse/Am Schloss, An der Stadtmauer/Bliesgaustraße, Brunnengäßchen, Gerbergasse/Kardinal-Wendel-Straße/Luitpoldplatz/Mühleneck/Paradeplatz /Poststraße/Saargemünder Straße/Schlossbergstraße/Von-der-Leyen-Straße/Zweibrücker Straße Lage | Ensemble Alt-Blieskastel             | Alte Pfarrgasse 5, Wohnhaus, Felsenkeller, 18. Jahrhundert (Einzeldenkmal) | |
| Alte Marktstraße/Alte Pfarrgasse/Am Schloss, An der Stadtmauer/Bliesgaustraße, Brunnengäßchen, Gerbergasse/Kardinal-Wendel-Straße/Luitpoldplatz/Mühleneck/Paradeplatz /Poststraße/Saargemünder Straße/Schlossbergstraße/Von-der-Leyen-Straße/Zweibrücker Straße Lage | Ensemble Alt-Blieskastel             | Alte Pfarrgasse 6, Wohnhaus (Einzeldenkmal): Das zweigeschossige, giebelständige Wohnhaus mit verputztem Fachwerkgiebel wurde im 18. Jahrhundert erbaut In der Abfolge der traufständigen Häuser in diesem Teil der Straße fällt es mit seinem mächtigen Giebel und dem Fassadenknick besonders auf. | |
| Alte Marktstraße/Alte Pfarrgasse/Am Schloss, An der Stadtmauer/Bliesgaustraße, Brunnengäßchen, Gerbergasse/Kardinal-Wendel-Straße/Luitpoldplatz/Mühleneck/Paradeplatz /Poststraße/Saargemünder Straße/Schlossbergstraße/Von-der-Leyen-Straße/Zweibrücker Straße Lage | Ensemble Alt-Blieskastel             | Alte Pfarrgasse 7/9, Wohnhaus, 18. Jahrhundert (Einzeldenkmal) | |
| Alte Marktstraße/Alte Pfarrgasse/Am Schloss, An der Stadtmauer/Bliesgaustraße, Brunnengäßchen, Gerbergasse/Kardinal-Wendel-Straße/Luitpoldplatz/Mühleneck/Paradeplatz /Poststraße/Saargemünder Straße/Schlossbergstraße/Von-der-Leyen-Straße/Zweibrücker Straße Lage | Ensemble Alt-Blieskastel             | Alte Pfarrgasse 8, Wohnhaus, 18. Jahrhundert (Einzeldenkmal) | |
| Alte Marktstraße/Alte Pfarrgasse/Am Schloss, An der Stadtmauer/Bliesgaustraße, Brunnengäßchen, Gerbergasse/Kardinal-Wendel-Straße/Luitpoldplatz/Mühleneck/Paradeplatz /Poststraße/Saargemünder Straße/Schlossbergstraße/Von-der-Leyen-Straße/Zweibrücker Straße Lage | Ensemble Alt-Blieskastel             | Alte Pfarrgasse 10, Wohnhaus, 18. Jahrhundert (Ensemblebestandteil) | |
| Alte Marktstraße/Alte Pfarrgasse/Am Schloss, An der Stadtmauer/Bliesgaustraße, Brunnengäßchen, Gerbergasse/Kardinal-Wendel-Straße/Luitpoldplatz/Mühleneck/Paradeplatz /Poststraße/Saargemünder Straße/Schlossbergstraße/Von-der-Leyen-Straße/Zweibrücker Straße Lage | Ensemble Alt-Blieskastel             | Alte Pfarrgasse 11, Wohnhaus, Gewölbekeller, 18. Jahrhundert (Einzeldenkmal) | |
| Alte Marktstraße/Alte Pfarrgasse/Am Schloss, An der Stadtmauer/Bliesgaustraße, Brunnengäßchen, Gerbergasse/Kardinal-Wendel-Straße/Luitpoldplatz/Mühleneck/Paradeplatz /Poststraße/Saargemünder Straße/Schlossbergstraße/Von-der-Leyen-Straße/Zweibrücker Straße Lage | Ensemble Alt-Blieskastel             | Alte Pfarrgasse 12, Wohnhaus, Gewölbekeller, 18. Jahrhundert (Einzeldenkmal) | |
| Alte Marktstraße/Alte Pfarrgasse/Am Schloss, An der Stadtmauer/Bliesgaustraße, Brunnengäßchen, Gerbergasse/Kardinal-Wendel-Straße/Luitpoldplatz/Mühleneck/Paradeplatz /Poststraße/Saargemünder Straße/Schlossbergstraße/Von-der-Leyen-Straße/Zweibrücker Straße Lage | Ensemble Alt-Blieskastel             | Alte Pfarrgasse 13, Altes Pfarrhaus, um 1700 (Ensemblebestandteil) | |
| Alte Marktstraße/Alte Pfarrgasse/Am Schloss, An der Stadtmauer/Bliesgaustraße, Brunnengäßchen, Gerbergasse/Kardinal-Wendel-Straße/Luitpoldplatz/Mühleneck/Paradeplatz /Poststraße/Saargemünder Straße/Schlossbergstraße/Von-der-Leyen-Straße/Zweibrücker Straße Lage | Ensemble Alt-Blieskastel             | Alte Pfarrgasse 14, Wohnhaus (Ensemblebestandteil) | |
| Alte Marktstraße/Alte Pfarrgasse/Am Schloss, An der Stadtmauer/Bliesgaustraße, Brunnengäßchen, Gerbergasse/Kardinal-Wendel-Straße/Luitpoldplatz/Mühleneck/Paradeplatz /Poststraße/Saargemünder Straße/Schlossbergstraße/Von-der-Leyen-Straße/Zweibrücker Straße Lage | Ensemble Alt-Blieskastel             | Alte Pfarrgasse 15, Wohnhaus, 17. Jahrhundert (Einzeldenkmal) | |
| Alte Marktstraße/Alte Pfarrgasse/Am Schloss, An der Stadtmauer/Bliesgaustraße, Brunnengäßchen, Gerbergasse/Kardinal-Wendel-Straße/Luitpoldplatz/Mühleneck/Paradeplatz /Poststraße/Saargemünder Straße/Schlossbergstraße/Von-der-Leyen-Straße/Zweibrücker Straße Lage | Ensemble Alt-Blieskastel             | Alte Pfarrgasse 16, Wohnhaus, 18. Jahrhundert (Einzeldenkmal) | |
| Alte Marktstraße/Alte Pfarrgasse/Am Schloss, An der Stadtmauer/Bliesgaustraße, Brunnengäßchen, Gerbergasse/Kardinal-Wendel-Straße/Luitpoldplatz/Mühleneck/Paradeplatz /Poststraße/Saargemünder Straße/Schlossbergstraße/Von-der-Leyen-Straße/Zweibrücker Straße Lage | Ensemble Alt-Blieskastel             | Alte Pfarrgasse 17, Wohnhaus (Ensemblebestandteil) | |
| Alte Marktstraße/Alte Pfarrgasse/Am Schloss, An der Stadtmauer/Bliesgaustraße, Brunnengäßchen, Gerbergasse/Kardinal-Wendel-Straße/Luitpoldplatz/Mühleneck/Paradeplatz /Poststraße/Saargemünder Straße/Schlossbergstraße/Von-der-Leyen-Straße/Zweibrücker Straße Lage | Ensemble Alt-Blieskastel             | Alte Pfarrgasse 18, Wohnhaus (Ensemblebestandteil) | |
| Alte Marktstraße/Alte Pfarrgasse/Am Schloss, An der Stadtmauer/Bliesgaustraße, Brunnengäßchen, Gerbergasse/Kardinal-Wendel-Straße/Luitpoldplatz/Mühleneck/Paradeplatz /Poststraße/Saargemünder Straße/Schlossbergstraße/Von-der-Leyen-Straße/Zweibrücker Straße Lage | Ensemble Alt-Blieskastel             | Alte Pfarrgasse 19, Wohnhaus, 18. Jahrhundert (Einzeldenkmal) | |
| Alte Marktstraße/Alte Pfarrgasse/Am Schloss, An der Stadtmauer/Bliesgaustraße, Brunnengäßchen, Gerbergasse/Kardinal-Wendel-Straße/Luitpoldplatz/Mühleneck/Paradeplatz /Poststraße/Saargemünder Straße/Schlossbergstraße/Von-der-Leyen-Straße/Zweibrücker Straße Lage | Ensemble Alt-Blieskastel             | Am Schloss, Schlossmauer, Reste Schlosstreppe (Einzeldenkmal): Die erhaltenen Schlossmauer stammt aus dem 17. Jahrhundert. Auf dem Anwesen Kardinal-Wendel-Straße 6 sind außerdem Reste der alten Schlosstreppe erhalten. | |
| Alte Marktstraße/Alte Pfarrgasse/Am Schloss, An der Stadtmauer/Bliesgaustraße, Brunnengäßchen, Gerbergasse/Kardinal-Wendel-Straße/Luitpoldplatz/Mühleneck/Paradeplatz /Poststraße/Saargemünder Straße/Schlossbergstraße/Von-der-Leyen-Straße/Zweibrücker Straße Lage | Ensemble Alt-Blieskastel             | Am Schloss, Gedenkstein (Einzeldenkmal): Der 1,20 Meter hohe Gedenkstein wurde um 1850 errichtet und erinnert an das Schloss. Der Sandstein mit quadratischem Grundriss steht auf einem Sockel. Von der Inschrift ist erhalten: „Hier stand das Schloss Blieskastel, einst Sitz der Grafen des Bliesgaues [...]“ | |
| Alte Marktstraße/Alte Pfarrgasse/Am Schloss, An der Stadtmauer/Bliesgaustraße, Brunnengäßchen, Gerbergasse/Kardinal-Wendel-Straße/Luitpoldplatz/Mühleneck/Paradeplatz /Poststraße/Saargemünder Straße/Schlossbergstraße/Von-der-Leyen-Straße/Zweibrücker Straße Lage | Ensemble Alt-Blieskastel             | Am Schloss 11, Von-der-Leyen-Gymnasium (Ensemblebestandteil): Das Gebäude wurde um 1940 im Rahmen der Erstellung des Westwalls als Tarnung für den darunterliegenden Bunker erbaut. 1940 wurden ein viergeschossiger turmartiger Mittelrisalit, der nördliche Teil des Hauptrakts und der nördlich anschließende rechtwinklige Nordtrakt nach Entwürfen von Friedrich-Karl Rheinstädter angebaut. | |
| Alte Marktstraße/Alte Pfarrgasse/Am Schloss, An der Stadtmauer/Bliesgaustraße, Brunnengäßchen, Gerbergasse/Kardinal-Wendel-Straße/Luitpoldplatz/Mühleneck/Paradeplatz /Poststraße/Saargemünder Straße/Schlossbergstraße/Von-der-Leyen-Straße/Zweibrücker Straße Lage | Ensemble Alt-Blieskastel             | An der Stadtmauer 2/3, Wohnhaus (Einzeldenkmal): Das Wohnhaus wurde im 18. Jahrhundert als traufständiger, zweigeschossiger Putzbau errichtet. Die dreiachsige Fassade besitzt breite Fenster mit waagerechtem Sturz und Faschen. Die alten Läden und der alte Dachstuhl sind vorhanden. | |
| Alte Marktstraße/Alte Pfarrgasse/Am Schloss, An der Stadtmauer/Bliesgaustraße, Brunnengäßchen, Gerbergasse/Kardinal-Wendel-Straße/Luitpoldplatz/Mühleneck/Paradeplatz /Poststraße/Saargemünder Straße/Schlossbergstraße/Von-der-Leyen-Straße/Zweibrücker Straße Lage | Ensemble Alt-Blieskastel             | An der Stadtmauer 5, Wohnhaus (Ensemblebestandteil) | |
| Alte Marktstraße/Alte Pfarrgasse/Am Schloss, An der Stadtmauer/Bliesgaustraße, Brunnengäßchen, Gerbergasse/Kardinal-Wendel-Straße/Luitpoldplatz/Mühleneck/Paradeplatz /Poststraße/Saargemünder Straße/Schlossbergstraße/Von-der-Leyen-Straße/Zweibrücker Straße Lage | Ensemble Alt-Blieskastel             | Bliesgaustraße 1, Wohnhaus (Ensemblebestandteil) | |
| Alte Marktstraße/Alte Pfarrgasse/Am Schloss, An der Stadtmauer/Bliesgaustraße, Brunnengäßchen, Gerbergasse/Kardinal-Wendel-Straße/Luitpoldplatz/Mühleneck/Paradeplatz /Poststraße/Saargemünder Straße/Schlossbergstraße/Von-der-Leyen-Straße/Zweibrücker Straße Lage | Ensemble Alt-Blieskastel             | Bliesgaustraße 3, Büro- und Geschäftshaus (Ensemblebestandteil) | |
| Alte Marktstraße/Alte Pfarrgasse/Am Schloss, An der Stadtmauer/Bliesgaustraße, Brunnengäßchen, Gerbergasse/Kardinal-Wendel-Straße/Luitpoldplatz/Mühleneck/Paradeplatz /Poststraße/Saargemünder Straße/Schlossbergstraße/Von-der-Leyen-Straße/Zweibrücker Straße Lage | Ensemble Alt-Blieskastel             | Brunnengäßchen 1, Lagerhaus mit Gewölbekeller (Einzeldenkmal): Das ehemalige Lagerhaus wurde im 18. Jahrhundert erbaut und 1981 umgebaut. Der traufständige, zweigeschossige Putzbau wurde dann als Gasthaus und Wohnhaus genutzt. Erhalten ist ein Gewölbekeller. | |
| Alte Marktstraße/Alte Pfarrgasse/Am Schloss, An der Stadtmauer/Bliesgaustraße, Brunnengäßchen, Gerbergasse/Kardinal-Wendel-Straße/Luitpoldplatz/Mühleneck/Paradeplatz /Poststraße/Saargemünder Straße/Schlossbergstraße/Von-der-Leyen-Straße/Zweibrücker Straße Lage | Ensemble Alt-Blieskastel             | Brunnengäßchen 4, Wohnhaus (Ensemblebestandteil) | |
| Alte Marktstraße/Alte Pfarrgasse/Am Schloss, An der Stadtmauer/Bliesgaustraße, Brunnengäßchen, Gerbergasse/Kardinal-Wendel-Straße/Luitpoldplatz/Mühleneck/Paradeplatz /Poststraße/Saargemünder Straße/Schlossbergstraße/Von-der-Leyen-Straße/Zweibrücker Straße Lage | Ensemble Alt-Blieskastel             | Brunnengäßchen 5, Wohnhaus (Einzeldenkmal): Der traufständige zweigeschossige Putzbau stammt aus dem 19. Jahrhundert. | |
| Alte Marktstraße/Alte Pfarrgasse/Am Schloss, An der Stadtmauer/Bliesgaustraße, Brunnengäßchen, Gerbergasse/Kardinal-Wendel-Straße/Luitpoldplatz/Mühleneck/Paradeplatz /Poststraße/Saargemünder Straße/Schlossbergstraße/Von-der-Leyen-Straße/Zweibrücker Straße Lage | Ensemble Alt-Blieskastel             | Gerbergasse 1/2, Wohnhaus (Ensemblebestandteil) | |
| Alte Marktstraße/Alte Pfarrgasse/Am Schloss, An der Stadtmauer/Bliesgaustraße, Brunnengäßchen, Gerbergasse/Kardinal-Wendel-Straße/Luitpoldplatz/Mühleneck/Paradeplatz /Poststraße/Saargemünder Straße/Schlossbergstraße/Von-der-Leyen-Straße/Zweibrücker Straße Lage | Ensemble Alt-Blieskastel             | Gerbergasse 1a, Wohnhaus, 18. Jahrhundert (Einzeldenkmal) | |
| Alte Marktstraße/Alte Pfarrgasse/Am Schloss, An der Stadtmauer/Bliesgaustraße, Brunnengäßchen, Gerbergasse/Kardinal-Wendel-Straße/Luitpoldplatz/Mühleneck/Paradeplatz /Poststraße/Saargemünder Straße/Schlossbergstraße/Von-der-Leyen-Straße/Zweibrücker Straße Lage | Ensemble Alt-Blieskastel             | Gerbergasse 3, Wohnhaus (Ensemblebestandteil) | |
| Alte Marktstraße/Alte Pfarrgasse/Am Schloss, An der Stadtmauer/Bliesgaustraße, Brunnengäßchen, Gerbergasse/Kardinal-Wendel-Straße/Luitpoldplatz/Mühleneck/Paradeplatz /Poststraße/Saargemünder Straße/Schlossbergstraße/Von-der-Leyen-Straße/Zweibrücker Straße Lage | Ensemble Alt-Blieskastel             | Gerbergasse 4, Wohn- und Gasthaus mit Anbau (Einzeldenkmal): Das Wohn- und Gasthaus wurde 1789 als traufständiger, zweigeschossiger Putzbau errichtet. Über der mittleren Achse der Fassade liegt ein Zwerchhaus mit Giebel und kleinem Halbkreisfenster. Im Erdgeschoss ist eine historische Gaststube untergebracht. Der Anbau im Osten wurde 1920 aufgestockt und erhielt einen Fachwerkgiebel und ein Krüppelwalmdach. Das Hinterhaus war ursprünglich eingeschossiger Stall und wurde 1920 ebenfalls aufgestockt. | |
| Alte Marktstraße/Alte Pfarrgasse/Am Schloss, An der Stadtmauer/Bliesgaustraße, Brunnengäßchen, Gerbergasse/Kardinal-Wendel-Straße/Luitpoldplatz/Mühleneck/Paradeplatz /Poststraße/Saargemünder Straße/Schlossbergstraße/Von-der-Leyen-Straße/Zweibrücker Straße Lage | Ensemble Alt-Blieskastel             | Gerbergasse 5, ehemals Kornspeicher (Einzeldenkmal). Das traufständige, zweigeschossige Gebäude mit hohem Sockelgeschoss wurde ursprünglich als Kornspeicher des Schlosses genutzt und später zum Wohnhaus umgebaut. Die Fassade ist durch zwei Sohlbankgesimse gegliedert. Alte Faschen mit betontem Keilstein umrahmen die Fenster. Das alte Satteldach hat eine breite Auskragung. | |
| Alte Marktstraße/Alte Pfarrgasse/Am Schloss, An der Stadtmauer/Bliesgaustraße, Brunnengäßchen, Gerbergasse/Kardinal-Wendel-Straße/Luitpoldplatz/Mühleneck/Paradeplatz /Poststraße/Saargemünder Straße/Schlossbergstraße/Von-der-Leyen-Straße/Zweibrücker Straße Lage | Ensemble Alt-Blieskastel             | Kardinal-Wendel-Straße, Schlangen-/Napoleonsbrunnen (Einzeldenkmal): Der Brunnen wurde 1804 zu Ehren Napoleons auf dem kleinen Platz aufgestellt. Um den Obelisken schlängelt sich eine Schlange, aus deren Maul das Wasser läuft. Die französische Inschrift wurde 1939 entfernt und 1946 wieder hergestellt. | |
| Alte Marktstraße/Alte Pfarrgasse/Am Schloss, An der Stadtmauer/Bliesgaustraße, Brunnengäßchen, Gerbergasse/Kardinal-Wendel-Straße/Luitpoldplatz/Mühleneck/Paradeplatz /Poststraße/Saargemünder Straße/Schlossbergstraße/Von-der-Leyen-Straße/Zweibrücker Straße Lage | Ensemble Alt-Blieskastel             | Kardinal-Wendel-Straße, Herkules-/Rolandsbrunnen: Der Herkulesbrunnen wurde 1691 erbaut und 1954 von dem Bildhauer J. Kirsch mit einer Herkulesfigur erneuert. | |
| Alte Marktstraße/Alte Pfarrgasse/Am Schloss, An der Stadtmauer/Bliesgaustraße, Brunnengäßchen, Gerbergasse/Kardinal-Wendel-Straße/Luitpoldplatz/Mühleneck/Paradeplatz /Poststraße/Saargemünder Straße/Schlossbergstraße/Von-der-Leyen-Straße/Zweibrücker Straße Lage | Ensemble Alt-Blieskastel             | Kardinal-Wendel-Straße 1, Wohnhaus (Einzeldenkmal): Der traufständige, zweigeschossige Putzbau wurde im 18. Jahrhundert erbaut. Sohlbankgesimse und Eckquaderungen gliedern die Fassade. Das Portal hat ein Oberlicht und einen waagerechten Sturz. Die Fenster haben einen flachbogigen Sturz und Faschen. Das Haus war das Elternhaus von Kardinal Wendel, an den eine Gedenktafel an der Straßenseite erinnert. | |
| Alte Marktstraße/Alte Pfarrgasse/Am Schloss, An der Stadtmauer/Bliesgaustraße, Brunnengäßchen, Gerbergasse/Kardinal-Wendel-Straße/Luitpoldplatz/Mühleneck/Paradeplatz /Poststraße/Saargemünder Straße/Schlossbergstraße/Von-der-Leyen-Straße/Zweibrücker Straße Lage | Ensemble Alt-Blieskastel             | Kardinal-Wendel-Straße 2 (Ensemblebestandteil) | |
| Alte Marktstraße/Alte Pfarrgasse/Am Schloss, An der Stadtmauer/Bliesgaustraße, Brunnengäßchen, Gerbergasse/Kardinal-Wendel-Straße/Luitpoldplatz/Mühleneck/Paradeplatz /Poststraße/Saargemünder Straße/Schlossbergstraße/Von-der-Leyen-Straße/Zweibrücker Straße Lage | Ensemble Alt-Blieskastel             | Kardinal-Wendel-Straße 3, Wohnhaus (Einzeldenkmal): Zweigeschossiger Putzbau aus dem 19. Jahrhundert. Das Haus hat auffallend breite Fenster mit waagerechtem Sturz. Im Obergeschoss findet sich ein Sohlbankgesims, die Ecken sind durch Ortquader betont. | |
| Alte Marktstraße/Alte Pfarrgasse/Am Schloss, An der Stadtmauer/Bliesgaustraße, Brunnengäßchen, Gerbergasse/Kardinal-Wendel-Straße/Luitpoldplatz/Mühleneck/Paradeplatz /Poststraße/Saargemünder Straße/Schlossbergstraße/Von-der-Leyen-Straße/Zweibrücker Straße Lage | Ensemble Alt-Blieskastel             | Kardinal-Wendel-Straße 5, Wohnhaus (Einzeldenkmal): Das Haus ist ein traufständiger, zweigeschossiger Putzbau aus dem 18. Jahrhundert. Auffällig ist das Portal mit hohem Oberlicht. Erhalten ist ein alter Keller mit Eichenbalkendecke. | |
| Alte Marktstraße/Alte Pfarrgasse/Am Schloss, An der Stadtmauer/Bliesgaustraße, Brunnengäßchen, Gerbergasse/Kardinal-Wendel-Straße/Luitpoldplatz/Mühleneck/Paradeplatz /Poststraße/Saargemünder Straße/Schlossbergstraße/Von-der-Leyen-Straße/Zweibrücker Straße Lage | Ensemble Alt-Blieskastel             | Kardinal-Wendel-Straße 6, Reste der ehemaligen Schlosstreppe, 17. Jahrhundert (Einzeldenkmal) | |
| Alte Marktstraße/Alte Pfarrgasse/Am Schloss, An der Stadtmauer/Bliesgaustraße, Brunnengäßchen, Gerbergasse/Kardinal-Wendel-Straße/Luitpoldplatz/Mühleneck/Paradeplatz /Poststraße/Saargemünder Straße/Schlossbergstraße/Von-der-Leyen-Straße/Zweibrücker Straße Lage | Ensemble Alt-Blieskastel             | Kardinal-Wendel-Straße 7, Wohnhaus mit Keller, 18. Jahrhundert (Einzeldenkmal) | |
| Alte Marktstraße/Alte Pfarrgasse/Am Schloss, An der Stadtmauer/Bliesgaustraße, Brunnengäßchen, Gerbergasse/Kardinal-Wendel-Straße/Luitpoldplatz/Mühleneck/Paradeplatz /Poststraße/Saargemünder Straße/Schlossbergstraße/Von-der-Leyen-Straße/Zweibrücker Straße Lage | Ensemble Alt-Blieskastel             | Kardinal-Wendel-Straße 10, Wohn- und Geschäftshaus (Ensemblebestandteil) | |
| Alte Marktstraße/Alte Pfarrgasse/Am Schloss, An der Stadtmauer/Bliesgaustraße, Brunnengäßchen, Gerbergasse/Kardinal-Wendel-Straße/Luitpoldplatz/Mühleneck/Paradeplatz /Poststraße/Saargemünder Straße/Schlossbergstraße/Von-der-Leyen-Straße/Zweibrücker Straße Lage | Ensemble Alt-Blieskastel             | Kardinal-Wendel-Straße 12, Wohnhaus, 18. Jahrhundert (Ensemblebestandteil) | |
| Alte Marktstraße/Alte Pfarrgasse/Am Schloss, An der Stadtmauer/Bliesgaustraße, Brunnengäßchen, Gerbergasse/Kardinal-Wendel-Straße/Luitpoldplatz/Mühleneck/Paradeplatz /Poststraße/Saargemünder Straße/Schlossbergstraße/Von-der-Leyen-Straße/Zweibrücker Straße Lage | Ensemble Alt-Blieskastel             | Kardinal-Wendel-Straße 14, Wohnhaus mit Gewölbe- und Felsenkeller (Einzeldenkmal): Der traufständige Bau mit zwei Geschossen wurde im 18. Jahrhundert erbaut. Die schmucklose Fassade wurde durch ein einfaches Gurtgesims gegliedert. Im südlichen Gebäudeteil befindet sich ein Gewölbekeller, im Westen zwei Felsenkeller. | |
| Alte Marktstraße/Alte Pfarrgasse/Am Schloss, An der Stadtmauer/Bliesgaustraße, Brunnengäßchen, Gerbergasse/Kardinal-Wendel-Straße/Luitpoldplatz/Mühleneck/Paradeplatz /Poststraße/Saargemünder Straße/Schlossbergstraße/Von-der-Leyen-Straße/Zweibrücker Straße Lage | Ensemble Alt-Blieskastel             | Kardinal-Wendel-Straße 15, Haus Hager („Altes Lamm“), Wohn- und Geschäftshaus (Einzeldenkmal): Das zweiherrige Wohn- und Geschäftshaus mit Mansardwalmdach wurde 1756 erbaut. Der traufständige, zweigeschossige Bau besitzt ein Portal mit Gewände und Oberlicht. Das Portal ist reich profiliert und wird von Pilastern gerahmt. Die Supraporte enthält eine reliefierte Darstellung des Osterlamms. Die Fassade ist klar gegliedert mit Fenstern mit waagerechtem/flachbogigem Sturz mit betontem Keilstein. | |
| Alte Marktstraße/Alte Pfarrgasse/Am Schloss, An der Stadtmauer/Bliesgaustraße, Brunnengäßchen, Gerbergasse/Kardinal-Wendel-Straße/Luitpoldplatz/Mühleneck/Paradeplatz /Poststraße/Saargemünder Straße/Schlossbergstraße/Von-der-Leyen-Straße/Zweibrücker Straße Lage | Ensemble Alt-Blieskastel             | Kardinal-Wendel-Straße 16, Wohnhaus (Ensemblebestandteil) | |
| Alte Marktstraße/Alte Pfarrgasse/Am Schloss, An der Stadtmauer/Bliesgaustraße, Brunnengäßchen, Gerbergasse/Kardinal-Wendel-Straße/Luitpoldplatz/Mühleneck/Paradeplatz /Poststraße/Saargemünder Straße/Schlossbergstraße/Von-der-Leyen-Straße/Zweibrücker Straße Lage | Ensemble Alt-Blieskastel             | Kardinal-Wendel-Straße 17, Wohn- und Geschäftshaus mit Keller (Einzeldenkmal): Der traufständige, zweigeschossige Putzbau mit Mansardwalmdach wurde im 18. Jahrhundert erbaut und in der Folgezeit stark verändert. Erhalten geblieben ist eine wuchtige Holztreppe mit prismatischen Balustern und breitem Handlauf. | |
| Alte Marktstraße/Alte Pfarrgasse/Am Schloss, An der Stadtmauer/Bliesgaustraße, Brunnengäßchen, Gerbergasse/Kardinal-Wendel-Straße/Luitpoldplatz/Mühleneck/Paradeplatz /Poststraße/Saargemünder Straße/Schlossbergstraße/Von-der-Leyen-Straße/Zweibrücker Straße Lage | Ensemble Alt-Blieskastel             | Kardinal-Wendel-Straße 18, Wohnhaus, 18. Jahrhundert (Einzeldenkmal) | |
| Alte Marktstraße/Alte Pfarrgasse/Am Schloss, An der Stadtmauer/Bliesgaustraße, Brunnengäßchen, Gerbergasse/Kardinal-Wendel-Straße/Luitpoldplatz/Mühleneck/Paradeplatz /Poststraße/Saargemünder Straße/Schlossbergstraße/Von-der-Leyen-Straße/Zweibrücker Straße Lage | Ensemble Alt-Blieskastel             | Kardinal-Wendel-Straße 19, Wohnhaus (Einzeldenkmal): Der traufständige Putzbau mit zwei Geschossen und Mansardwalmdach wurde im 18. Jahrhundert erbaut und zur Zeit des Historismus im Erdgeschoss stark verändert. Über den Flachbögen von Fenstern und Portal verläuft ein Rundbogenfries mit Dreipass und vorspringendem Gesims. | |
| Alte Marktstraße/Alte Pfarrgasse/Am Schloss, An der Stadtmauer/Bliesgaustraße, Brunnengäßchen, Gerbergasse/Kardinal-Wendel-Straße/Luitpoldplatz/Mühleneck/Paradeplatz /Poststraße/Saargemünder Straße/Schlossbergstraße/Von-der-Leyen-Straße/Zweibrücker Straße Lage | Ensemble Alt-Blieskastel             | Kardinal-Wendel-Straße 19a, ehemals Post (Einzeldenkmal): Das traufständige, zweigeschossige Gebäude wurde im 17. Jahrhundert erbaut und diente lange als Poststation. Im Norden besitzt das Haus einen Fachwerkgiebel und ein Krüppelwalm. Zwischen Hauptgebäude und Anbau liegt ein alter Treppenturm. | |
| Alte Marktstraße/Alte Pfarrgasse/Am Schloss, An der Stadtmauer/Bliesgaustraße, Brunnengäßchen, Gerbergasse/Kardinal-Wendel-Straße/Luitpoldplatz/Mühleneck/Paradeplatz /Poststraße/Saargemünder Straße/Schlossbergstraße/Von-der-Leyen-Straße/Zweibrücker Straße Lage | Ensemble Alt-Blieskastel             | Kardinal-Wendel-Straße 20, Wohn- und Geschäftshaus mit Felsenkeller, 19. Jahrhundert (Einzeldenkmal) | |
| Alte Marktstraße/Alte Pfarrgasse/Am Schloss, An der Stadtmauer/Bliesgaustraße, Brunnengäßchen, Gerbergasse/Kardinal-Wendel-Straße/Luitpoldplatz/Mühleneck/Paradeplatz /Poststraße/Saargemünder Straße/Schlossbergstraße/Von-der-Leyen-Straße/Zweibrücker Straße Lage | Ensemble Alt-Blieskastel             | Kardinal-Wendel-Straße 21, Wohn- und Geschäftshaus, 18. Jahrhundert (Einzeldenkmal) | |
| Alte Marktstraße/Alte Pfarrgasse/Am Schloss, An der Stadtmauer/Bliesgaustraße, Brunnengäßchen, Gerbergasse/Kardinal-Wendel-Straße/Luitpoldplatz/Mühleneck/Paradeplatz /Poststraße/Saargemünder Straße/Schlossbergstraße/Von-der-Leyen-Straße/Zweibrücker Straße Lage | Ensemble Alt-Blieskastel             | Kardinal-Wendel-Straße 22, Wohn- und Geschäftshaus mit Gewölbekeller (Einzeldenkmal): Der traufständige, dreigeschossige Putzbau aus dem 18. Jahrhundert. Erhalten ist ein Mosaikfußboden eines Handwerkers, der hier im 19. Jahrhundert seinen Sitz hatte. | |
| Alte Marktstraße/Alte Pfarrgasse/Am Schloss, An der Stadtmauer/Bliesgaustraße, Brunnengäßchen, Gerbergasse/Kardinal-Wendel-Straße/Luitpoldplatz/Mühleneck/Paradeplatz /Poststraße/Saargemünder Straße/Schlossbergstraße/Von-der-Leyen-Straße/Zweibrücker Straße Lage | Ensemble Alt-Blieskastel             | Kardinal-Wendel-Straße 23, Wohn- und Geschäftshaus, 18. Jahrhundert (Einzeldenkmal) | |
| Alte Marktstraße/Alte Pfarrgasse/Am Schloss, An der Stadtmauer/Bliesgaustraße, Brunnengäßchen, Gerbergasse/Kardinal-Wendel-Straße/Luitpoldplatz/Mühleneck/Paradeplatz /Poststraße/Saargemünder Straße/Schlossbergstraße/Von-der-Leyen-Straße/Zweibrücker Straße Lage | Ensemble Alt-Blieskastel             | Kardinal-Wendel-Straße 24, Wohnhaus (Ensemblebestandteil) | |
| Alte Marktstraße/Alte Pfarrgasse/Am Schloss, An der Stadtmauer/Bliesgaustraße, Brunnengäßchen, Gerbergasse/Kardinal-Wendel-Straße/Luitpoldplatz/Mühleneck/Paradeplatz /Poststraße/Saargemünder Straße/Schlossbergstraße/Von-der-Leyen-Straße/Zweibrücker Straße Lage | Ensemble Alt-Blieskastel             | Kardinal-Wendel-Straße 25/27, Wohn- und Geschäftshaus (Ensemblebestandteil): Der zweigeschossige Fachwerkbau ist zur Straßenseite hin verputzt. Das Gebäude ist giebelständig mit beidseitig gelagerten Zwerchdächern. Der ungleichschenkelige Giebel des Daches und die unterschiedliche Höhe in First- und Trauflinie der Zwerchdächer bestimmen den Eindruck der Fassade. | |
| Alte Marktstraße/Alte Pfarrgasse/Am Schloss, An der Stadtmauer/Bliesgaustraße, Brunnengäßchen, Gerbergasse/Kardinal-Wendel-Straße/Luitpoldplatz/Mühleneck/Paradeplatz /Poststraße/Saargemünder Straße/Schlossbergstraße/Von-der-Leyen-Straße/Zweibrücker Straße Lage | Ensemble Alt-Blieskastel             | Kardinal-Wendel-Straße 26, Wohn- und Geschäftshaus (Einzeldenkmal): Zweigeschossiger Putzbau aus dem 18. Jahrhundert. Die Fassade ist gegliedert durch Ortquaderung auf beiden Seiten und einem Gurtgesims. Das Portal mit zweiläufiger Treppe mit Podest besitzt ein Abschlussfeld. In der sechsten Achse liegt ein Tor mit gekehlter Fasche, Flachbogen und betontem Keilstein. Seit Ende des 18. Jahrhunderts ist das Gebäude Sitz einer Apotheke. | |
| Alte Marktstraße/Alte Pfarrgasse/Am Schloss, An der Stadtmauer/Bliesgaustraße, Brunnengäßchen, Gerbergasse/Kardinal-Wendel-Straße/Luitpoldplatz/Mühleneck/Paradeplatz /Poststraße/Saargemünder Straße/Schlossbergstraße/Von-der-Leyen-Straße/Zweibrücker Straße Lage | Ensemble Alt-Blieskastel             | Kardinal-Wendel-Straße 29, Wohn- und Geschäftshaus mit Treppenturm, Hinterhaus, Gewölbekeller, 18. Jahrhundert (Einzeldenkmal) | |
| Alte Marktstraße/Alte Pfarrgasse/Am Schloss, An der Stadtmauer/Bliesgaustraße, Brunnengäßchen, Gerbergasse/Kardinal-Wendel-Straße/Luitpoldplatz/Mühleneck/Paradeplatz /Poststraße/Saargemünder Straße/Schlossbergstraße/Von-der-Leyen-Straße/Zweibrücker Straße Lage | Ensemble Alt-Blieskastel             | Kardinal-Wendel-Straße 31, Wohn- und Geschäftshaus mit Hinterhaus, 18. Jahrhundert (Einzeldenkmal) | |
| Alte Marktstraße/Alte Pfarrgasse/Am Schloss, An der Stadtmauer/Bliesgaustraße, Brunnengäßchen, Gerbergasse/Kardinal-Wendel-Straße/Luitpoldplatz/Mühleneck/Paradeplatz /Poststraße/Saargemünder Straße/Schlossbergstraße/Von-der-Leyen-Straße/Zweibrücker Straße Lage | Ensemble Alt-Blieskastel             | Kardinal-Wendel-Straße 32, Wohn- und Geschäftshaus mit Felsenkeller, 19. Jahrhundert (Ensemblebestandteil) | |
| Alte Marktstraße/Alte Pfarrgasse/Am Schloss, An der Stadtmauer/Bliesgaustraße, Brunnengäßchen, Gerbergasse/Kardinal-Wendel-Straße/Luitpoldplatz/Mühleneck/Paradeplatz /Poststraße/Saargemünder Straße/Schlossbergstraße/Von-der-Leyen-Straße/Zweibrücker Straße Lage | Ensemble Alt-Blieskastel             | Kardinal-Wendel-Straße 33, Wohn- und Geschäftshaus mit Gewölbekeller, 19. Jahrhundert, Umbau 1963 (Einzeldenkmal) | |
| Alte Marktstraße/Alte Pfarrgasse/Am Schloss, An der Stadtmauer/Bliesgaustraße, Brunnengäßchen, Gerbergasse/Kardinal-Wendel-Straße/Luitpoldplatz/Mühleneck/Paradeplatz /Poststraße/Saargemünder Straße/Schlossbergstraße/Von-der-Leyen-Straße/Zweibrücker Straße Lage | Ensemble Alt-Blieskastel             | Kardinal-Wendel-Straße 34, Wohn- und Geschäftshaus, 18. Jahrhundert (Einzeldenkmal) | |
| Alte Marktstraße/Alte Pfarrgasse/Am Schloss, An der Stadtmauer/Bliesgaustraße, Brunnengäßchen, Gerbergasse/Kardinal-Wendel-Straße/Luitpoldplatz/Mühleneck/Paradeplatz /Poststraße/Saargemünder Straße/Schlossbergstraße/Von-der-Leyen-Straße/Zweibrücker Straße Lage | Ensemble Alt-Blieskastel             | Kardinal-Wendel-Straße 35/37, Wohnhaus, Gewölbekeller, 18. Jahrhundert (Einzeldenkmal) | |
| Alte Marktstraße/Alte Pfarrgasse/Am Schloss, An der Stadtmauer/Bliesgaustraße, Brunnengäßchen, Gerbergasse/Kardinal-Wendel-Straße/Luitpoldplatz/Mühleneck/Paradeplatz /Poststraße/Saargemünder Straße/Schlossbergstraße/Von-der-Leyen-Straße/Zweibrücker Straße Lage | Ensemble Alt-Blieskastel             | Kardinal-Wendel-Straße 36, Wohn- und Geschäftshaus, 18. Jahrhundert (Einzeldenkmal) | |
| Alte Marktstraße/Alte Pfarrgasse/Am Schloss, An der Stadtmauer/Bliesgaustraße, Brunnengäßchen, Gerbergasse/Kardinal-Wendel-Straße/Luitpoldplatz/Mühleneck/Paradeplatz /Poststraße/Saargemünder Straße/Schlossbergstraße/Von-der-Leyen-Straße/Zweibrücker Straße Lage | Ensemble Alt-Blieskastel             | Kardinal-Wendel-Straße 38, Wohn- und Geschäftshaus (Ensemblebestandteil) | |
| Alte Marktstraße/Alte Pfarrgasse/Am Schloss, An der Stadtmauer/Bliesgaustraße, Brunnengäßchen, Gerbergasse/Kardinal-Wendel-Straße/Luitpoldplatz/Mühleneck/Paradeplatz /Poststraße/Saargemünder Straße/Schlossbergstraße/Von-der-Leyen-Straße/Zweibrücker Straße Lage | Ensemble Alt-Blieskastel             | Kardinal-Wendel-Straße 40, Wohn- und Geschäftshaus mit Gewölbekeller (Einzeldenkmal): Das traufständige, dreigeschossige Wohnhaus wurde vor oder im Jahr 1596 erbaut. Vor einigen Jahren wurde auf der Südwestseite im Erdgeschoss ein skulptierter Türsturz aus dem Jahr 1596 gefunden. Damit gilt das haus oder Teile davon als ältestes datiertes Gebäude der Stadt. Die Fassade ist nicht mehr im Original erhalten, besitzt aber in jedem Obergeschoss noch ein einfaches Sohlbankgesims. | |
| Alte Marktstraße/Alte Pfarrgasse/Am Schloss, An der Stadtmauer/Bliesgaustraße, Brunnengäßchen, Gerbergasse/Kardinal-Wendel-Straße/Luitpoldplatz/Mühleneck/Paradeplatz /Poststraße/Saargemünder Straße/Schlossbergstraße/Von-der-Leyen-Straße/Zweibrücker Straße Lage | Ensemble Alt-Blieskastel             | Kardinal-Wendel-Straße 41, Wohn- und Geschäftshaus mit Gewölbekeller, 18. Jahrhundert (Einzeldenkmal) | |
| Alte Marktstraße/Alte Pfarrgasse/Am Schloss, An der Stadtmauer/Bliesgaustraße, Brunnengäßchen, Gerbergasse/Kardinal-Wendel-Straße/Luitpoldplatz/Mühleneck/Paradeplatz /Poststraße/Saargemünder Straße/Schlossbergstraße/Von-der-Leyen-Straße/Zweibrücker Straße Lage | Ensemble Alt-Blieskastel             | Kardinal-Wendel-Straße 42, Wohn- und Geschäftshaus mit Gewölbekeller, 17. Jahrhundert (Einzeldenkmal) | |
| Alte Marktstraße/Alte Pfarrgasse/Am Schloss, An der Stadtmauer/Bliesgaustraße, Brunnengäßchen, Gerbergasse/Kardinal-Wendel-Straße/Luitpoldplatz/Mühleneck/Paradeplatz /Poststraße/Saargemünder Straße/Schlossbergstraße/Von-der-Leyen-Straße/Zweibrücker Straße Lage | Ensemble Alt-Blieskastel             | Kardinal-Wendel-Straße 43, Wohnhaus, 18. Jahrhundert (Einzeldenkmal) | |
| Alte Marktstraße/Alte Pfarrgasse/Am Schloss, An der Stadtmauer/Bliesgaustraße, Brunnengäßchen, Gerbergasse/Kardinal-Wendel-Straße/Luitpoldplatz/Mühleneck/Paradeplatz /Poststraße/Saargemünder Straße/Schlossbergstraße/Von-der-Leyen-Straße/Zweibrücker Straße Lage | Ensemble Alt-Blieskastel             | Kardinal-Wendel-Straße 45, Wohn- und Geschäftshaus mit Gewölbekeller, 17. Jahrhundert (Einzeldenkmal) | |
| Alte Marktstraße/Alte Pfarrgasse/Am Schloss, An der Stadtmauer/Bliesgaustraße, Brunnengäßchen, Gerbergasse/Kardinal-Wendel-Straße/Luitpoldplatz/Mühleneck/Paradeplatz /Poststraße/Saargemünder Straße/Schlossbergstraße/Von-der-Leyen-Straße/Zweibrücker Straße Lage | Ensemble Alt-Blieskastel             | Kardinal-Wendel-Straße 46, Wohnhaus (Ensemblebestandteil) | |
| Alte Marktstraße/Alte Pfarrgasse/Am Schloss, An der Stadtmauer/Bliesgaustraße, Brunnengäßchen, Gerbergasse/Kardinal-Wendel-Straße/Luitpoldplatz/Mühleneck/Paradeplatz /Poststraße/Saargemünder Straße/Schlossbergstraße/Von-der-Leyen-Straße/Zweibrücker Straße Lage | Ensemble Alt-Blieskastel             | Kardinal-Wendel-Straße 48, Wohnhaus (Ensemblebestandteil) | |
| Alte Marktstraße/Alte Pfarrgasse/Am Schloss, An der Stadtmauer/Bliesgaustraße, Brunnengäßchen, Gerbergasse/Kardinal-Wendel-Straße/Luitpoldplatz/Mühleneck/Paradeplatz /Poststraße/Saargemünder Straße/Schlossbergstraße/Von-der-Leyen-Straße/Zweibrücker Straße Lage | Ensemble Alt-Blieskastel             | Kardinal-Wendel-Straße 49, Wohn- und Geschäftshaus, 17. Jahrhundert, Innenraum 1950–60 von Hildegard Seeberger (Einzeldenkmal) | |
| Alte Marktstraße/Alte Pfarrgasse/Am Schloss, An der Stadtmauer/Bliesgaustraße, Brunnengäßchen, Gerbergasse/Kardinal-Wendel-Straße/Luitpoldplatz/Mühleneck/Paradeplatz /Poststraße/Saargemünder Straße/Schlossbergstraße/Von-der-Leyen-Straße/Zweibrücker Straße Lage | Ensemble Alt-Blieskastel             | Kardinal-Wendel-Straße 50, Gaststätte mit Gewölbekeller, 17. Jahrhundert (Einzeldenkmal) | |
| Alte Marktstraße/Alte Pfarrgasse/Am Schloss, An der Stadtmauer/Bliesgaustraße, Brunnengäßchen, Gerbergasse/Kardinal-Wendel-Straße/Luitpoldplatz/Mühleneck/Paradeplatz /Poststraße/Saargemünder Straße/Schlossbergstraße/Von-der-Leyen-Straße/Zweibrücker Straße Lage | Ensemble Alt-Blieskastel             | Kardinal-Wendel-Straße 54, Wohn- und Geschäftshaus mit Felsenkeller, 18. Jahrhundert (Einzeldenkmal) | |
| Alte Marktstraße/Alte Pfarrgasse/Am Schloss, An der Stadtmauer/Bliesgaustraße, Brunnengäßchen, Gerbergasse/Kardinal-Wendel-Straße/Luitpoldplatz/Mühleneck/Paradeplatz /Poststraße/Saargemünder Straße/Schlossbergstraße/Von-der-Leyen-Straße/Zweibrücker Straße Lage | Ensemble Alt-Blieskastel             | Kardinal-Wendel-Straße 56, Wohn- und Geschäftshaus mit Felsenkeller, 18. Jahrhundert (Einzeldenkmal) | |
| Alte Marktstraße/Alte Pfarrgasse/Am Schloss, An der Stadtmauer/Bliesgaustraße, Brunnengäßchen, Gerbergasse/Kardinal-Wendel-Straße/Luitpoldplatz/Mühleneck/Paradeplatz /Poststraße/Saargemünder Straße/Schlossbergstraße/Von-der-Leyen-Straße/Zweibrücker Straße Lage | Ensemble Alt-Blieskastel             | Kardinal-Wendel-Straße 58, Wohn- und Geschäftshaus, 18. Jahrhundert (Einzeldenkmal) | |
| Alte Marktstraße/Alte Pfarrgasse/Am Schloss, An der Stadtmauer/Bliesgaustraße, Brunnengäßchen, Gerbergasse/Kardinal-Wendel-Straße/Luitpoldplatz/Mühleneck/Paradeplatz /Poststraße/Saargemünder Straße/Schlossbergstraße/Von-der-Leyen-Straße/Zweibrücker Straße Lage | Ensemble Alt-Blieskastel             | Kardinal-Wendel-Straße 60, Wohn- und Geschäftshaus (Ensemblebestandteil) | |
| Alte Marktstraße/Alte Pfarrgasse/Am Schloss, An der Stadtmauer/Bliesgaustraße, Brunnengäßchen, Gerbergasse/Kardinal-Wendel-Straße/Luitpoldplatz/Mühleneck/Paradeplatz /Poststraße/Saargemünder Straße/Schlossbergstraße/Von-der-Leyen-Straße/Zweibrücker Straße Lage | Ensemble Alt-Blieskastel             | Kardinal-Wendel-Straße 61, Wohnhaus mit Gewölbekeller, 18. Jahrhundert (Einzeldenkmal) | |
| Alte Marktstraße/Alte Pfarrgasse/Am Schloss, An der Stadtmauer/Bliesgaustraße, Brunnengäßchen, Gerbergasse/Kardinal-Wendel-Straße/Luitpoldplatz/Mühleneck/Paradeplatz /Poststraße/Saargemünder Straße/Schlossbergstraße/Von-der-Leyen-Straße/Zweibrücker Straße Lage | Ensemble Alt-Blieskastel             | Kardinal-Wendel-Straße 62, Wohn- und Geschäftshaus mit Felsenkeller, 18. Jahrhundert (Einzeldenkmal) | |
| Alte Marktstraße/Alte Pfarrgasse/Am Schloss, An der Stadtmauer/Bliesgaustraße, Brunnengäßchen, Gerbergasse/Kardinal-Wendel-Straße/Luitpoldplatz/Mühleneck/Paradeplatz /Poststraße/Saargemünder Straße/Schlossbergstraße/Von-der-Leyen-Straße/Zweibrücker Straße Lage | Ensemble Alt-Blieskastel             | Kardinal-Wendel-Straße 63, Wohn- und Geschäftshaus mit Gewölbekeller, 4. Viertel 18. Jahrhundert (Einzeldenkmal) | |
| Alte Marktstraße/Alte Pfarrgasse/Am Schloss, An der Stadtmauer/Bliesgaustraße, Brunnengäßchen, Gerbergasse/Kardinal-Wendel-Straße/Luitpoldplatz/Mühleneck/Paradeplatz /Poststraße/Saargemünder Straße/Schlossbergstraße/Von-der-Leyen-Straße/Zweibrücker Straße Lage | Ensemble Alt-Blieskastel             | Kardinal-Wendel-Straße 64, Wohn- und Geschäftshaus mit Gewölbekeller, 4. Viertel 18. Jahrhundert (Einzeldenkmal) | |
| Alte Marktstraße/Alte Pfarrgasse/Am Schloss, An der Stadtmauer/Bliesgaustraße, Brunnengäßchen, Gerbergasse/Kardinal-Wendel-Straße/Luitpoldplatz/Mühleneck/Paradeplatz /Poststraße/Saargemünder Straße/Schlossbergstraße/Von-der-Leyen-Straße/Zweibrücker Straße Lage | Ensemble Alt-Blieskastel             | Kardinal-Wendel-Straße 65, Wohn- und Geschäftshaus (Ensemblebestandteil) | |
| Alte Marktstraße/Alte Pfarrgasse/Am Schloss, An der Stadtmauer/Bliesgaustraße, Brunnengäßchen, Gerbergasse/Kardinal-Wendel-Straße/Luitpoldplatz/Mühleneck/Paradeplatz /Poststraße/Saargemünder Straße/Schlossbergstraße/Von-der-Leyen-Straße/Zweibrücker Straße Lage | Ensemble Alt-Blieskastel             | Kardinal-Wendel-Straße 66, Relief über dem Seiteneingang, 18. Jahrhundert (Ensemblebestandteil) | |
| Alte Marktstraße/Alte Pfarrgasse/Am Schloss, An der Stadtmauer/Bliesgaustraße, Brunnengäßchen, Gerbergasse/Kardinal-Wendel-Straße/Luitpoldplatz/Mühleneck/Paradeplatz /Poststraße/Saargemünder Straße/Schlossbergstraße/Von-der-Leyen-Straße/Zweibrücker Straße Lage | Ensemble Alt-Blieskastel             | Kardinal-Wendel-Straße 68 (Ensemblebestandteil) | |
| Alte Marktstraße/Alte Pfarrgasse/Am Schloss, An der Stadtmauer/Bliesgaustraße, Brunnengäßchen, Gerbergasse/Kardinal-Wendel-Straße/Luitpoldplatz/Mühleneck/Paradeplatz /Poststraße/Saargemünder Straße/Schlossbergstraße/Von-der-Leyen-Straße/Zweibrücker Straße Lage | Ensemble Alt-Blieskastel             | Luitpoldplatz 1/3, Wohnhaus (Einzeldenkmal): Das Doppelhaus wurde um 1800 als traufständiger, zweigeschossiger Putzbau errichtet und beherbergte im 19. Jahrhundert die Synagoge und die Schule der jüdischen Gemeinde. | |
| Alte Marktstraße/Alte Pfarrgasse/Am Schloss, An der Stadtmauer/Bliesgaustraße, Brunnengäßchen, Gerbergasse/Kardinal-Wendel-Straße/Luitpoldplatz/Mühleneck/Paradeplatz /Poststraße/Saargemünder Straße/Schlossbergstraße/Von-der-Leyen-Straße/Zweibrücker Straße Lage | Ensemble Alt-Blieskastel             | Luitpoldplatz 2, Wohn- und Geschäftshaus mit Gewölbekeller, um 1800 (Einzeldenkmal) | |
| Alte Marktstraße/Alte Pfarrgasse/Am Schloss, An der Stadtmauer/Bliesgaustraße, Brunnengäßchen, Gerbergasse/Kardinal-Wendel-Straße/Luitpoldplatz/Mühleneck/Paradeplatz /Poststraße/Saargemünder Straße/Schlossbergstraße/Von-der-Leyen-Straße/Zweibrücker Straße Lage | Ensemble Alt-Blieskastel             | Luitpoldplatz 4, Wohnhaus mit Gewölbekeller, um 1800 (Einzeldenkmal) | |
| Alte Marktstraße/Alte Pfarrgasse/Am Schloss, An der Stadtmauer/Bliesgaustraße, Brunnengäßchen, Gerbergasse/Kardinal-Wendel-Straße/Luitpoldplatz/Mühleneck/Paradeplatz /Poststraße/Saargemünder Straße/Schlossbergstraße/Von-der-Leyen-Straße/Zweibrücker Straße Lage | Ensemble Alt-Blieskastel             | Luitpoldplatz 5, Amtsgericht, 1952 (Einzeldenkmal): Das Amtsgericht ist ein breiter traufständiger Bau mit Sockelgeschoss und Uhrturm. Es wurde 1952 erbaut, nachdem der Vorgängerbau, das Königlich Bayerische Amtsgericht aus der Zeit um 1880, im Zweiten Weltkrieg zerstört wurde. | |
| Alte Marktstraße/Alte Pfarrgasse/Am Schloss, An der Stadtmauer/Bliesgaustraße, Brunnengäßchen, Gerbergasse/Kardinal-Wendel-Straße/Luitpoldplatz/Mühleneck/Paradeplatz /Poststraße/Saargemünder Straße/Schlossbergstraße/Von-der-Leyen-Straße/Zweibrücker Straße Lage | Ensemble Alt-Blieskastel             | Luitpoldplatz 6, Wohnhaus, um 1800 (Einzeldenkmal) | |
| Alte Marktstraße/Alte Pfarrgasse/Am Schloss, An der Stadtmauer/Bliesgaustraße, Brunnengäßchen, Gerbergasse/Kardinal-Wendel-Straße/Luitpoldplatz/Mühleneck/Paradeplatz /Poststraße/Saargemünder Straße/Schlossbergstraße/Von-der-Leyen-Straße/Zweibrücker Straße Lage | Ensemble Alt-Blieskastel             | Mühleneck 1, Wohnhaus, 18. Jahrhundert (Einzeldenkmal) | |
| Alte Marktstraße/Alte Pfarrgasse/Am Schloss, An der Stadtmauer/Bliesgaustraße, Brunnengäßchen, Gerbergasse/Kardinal-Wendel-Straße/Luitpoldplatz/Mühleneck/Paradeplatz /Poststraße/Saargemünder Straße/Schlossbergstraße/Von-der-Leyen-Straße/Zweibrücker Straße Lage | Ensemble Alt-Blieskastel             | Mühleneck 2, Wohn- und Gasthaus (Einzeldenkmal): Der traufständige, zweigeschossige Putzbau aus dem 18. Jahrhundert besitzt ein Satteldach, das früher ein Dachhäuschen mit auskragendem Dach und Flaschenzug besaß. | |
| Alte Marktstraße/Alte Pfarrgasse/Am Schloss, An der Stadtmauer/Bliesgaustraße, Brunnengäßchen, Gerbergasse/Kardinal-Wendel-Straße/Luitpoldplatz/Mühleneck/Paradeplatz /Poststraße/Saargemünder Straße/Schlossbergstraße/Von-der-Leyen-Straße/Zweibrücker Straße Lage | Ensemble Alt-Blieskastel             | Mühleneck 3 (Ensemblebestandteil) | |
| Alte Marktstraße/Alte Pfarrgasse/Am Schloss, An der Stadtmauer/Bliesgaustraße, Brunnengäßchen, Gerbergasse/Kardinal-Wendel-Straße/Luitpoldplatz/Mühleneck/Paradeplatz /Poststraße/Saargemünder Straße/Schlossbergstraße/Von-der-Leyen-Straße/Zweibrücker Straße Lage | Ensemble Alt-Blieskastel             | Mühleneck 5, Wohnhaus (Ensemblebestandteil) | |
| Alte Marktstraße/Alte Pfarrgasse/Am Schloss, An der Stadtmauer/Bliesgaustraße, Brunnengäßchen, Gerbergasse/Kardinal-Wendel-Straße/Luitpoldplatz/Mühleneck/Paradeplatz /Poststraße/Saargemünder Straße/Schlossbergstraße/Von-der-Leyen-Straße/Zweibrücker Straße Lage | Ensemble Alt-Blieskastel             | Mühleneck 6, Wohnhaus, 18. Jahrhundert (Einzeldenkmal) | |
| Alte Marktstraße/Alte Pfarrgasse/Am Schloss, An der Stadtmauer/Bliesgaustraße, Brunnengäßchen, Gerbergasse/Kardinal-Wendel-Straße/Luitpoldplatz/Mühleneck/Paradeplatz /Poststraße/Saargemünder Straße/Schlossbergstraße/Von-der-Leyen-Straße/Zweibrücker Straße Lage | Ensemble Alt-Blieskastel             | Mühleneck 7, um 1740 (Ensemblebestandteil) | |
| Alte Marktstraße/Alte Pfarrgasse/Am Schloss, An der Stadtmauer/Bliesgaustraße, Brunnengäßchen, Gerbergasse/Kardinal-Wendel-Straße/Luitpoldplatz/Mühleneck/Paradeplatz /Poststraße/Saargemünder Straße/Schlossbergstraße/Von-der-Leyen-Straße/Zweibrücker Straße Lage | Ensemble Alt-Blieskastel             | Mühleneck 8, Wohnhaus, 18. Jahrhundert (Einzeldenkmal) | |
| Alte Marktstraße/Alte Pfarrgasse/Am Schloss, An der Stadtmauer/Bliesgaustraße, Brunnengäßchen, Gerbergasse/Kardinal-Wendel-Straße/Luitpoldplatz/Mühleneck/Paradeplatz /Poststraße/Saargemünder Straße/Schlossbergstraße/Von-der-Leyen-Straße/Zweibrücker Straße Lage | Ensemble Alt-Blieskastel             | Mühleneck 10, Gerberei (Einzeldenkmal): Das traufständige, eingeschossige Putzbau stammt aus dem 19. Jahrhundert und wurde 1950 nach Süden erweitert. Die nördliche Fassadenhälfte weist eine konkave Rundung auf. Das Portal besitzt ein Oberlicht. Die ehemalige Gerberei verfügte im Keller über einen Brunnen, nach Süden schlossen sich Lohgruben an. | |
| Alte Marktstraße/Alte Pfarrgasse/Am Schloss, An der Stadtmauer/Bliesgaustraße, Brunnengäßchen, Gerbergasse/Kardinal-Wendel-Straße/Luitpoldplatz/Mühleneck/Paradeplatz /Poststraße/Saargemünder Straße/Schlossbergstraße/Von-der-Leyen-Straße/Zweibrücker Straße Lage | Ensemble Alt-Blieskastel             | Mühleneck 11, Scheune (Ensemblebestandteil) | |
| Alte Marktstraße/Alte Pfarrgasse/Am Schloss, An der Stadtmauer/Bliesgaustraße, Brunnengäßchen, Gerbergasse/Kardinal-Wendel-Straße/Luitpoldplatz/Mühleneck/Paradeplatz /Poststraße/Saargemünder Straße/Schlossbergstraße/Von-der-Leyen-Straße/Zweibrücker Straße Lage | Ensemble Alt-Blieskastel             | Paradeplatz 1/2, Wohnhaus mit Gewölbekeller (Einzeldenkmal): Das zweiherrige Wohn- und Geschäftshaus wurde Ende des 18. Jahrhunderts als traufständiger, zweigeschossiger Putzbau für Franz Carl Dercum erbaut. Die achtachsige Fassade ist streng gegliedert. Das Mansarddach besitzt vier Gauben und dazwischen einen Dreiecksgiebel mit Sonnenuhr. Die Gurtgesimse sind mit einem Zahnschnittfries geschmückt. | |
| Alte Marktstraße/Alte Pfarrgasse/Am Schloss, An der Stadtmauer/Bliesgaustraße, Brunnengäßchen, Gerbergasse/Kardinal-Wendel-Straße/Luitpoldplatz/Mühleneck/Paradeplatz /Poststraße/Saargemünder Straße/Schlossbergstraße/Von-der-Leyen-Straße/Zweibrücker Straße Lage | Ensemble Alt-Blieskastel             | Paradeplatz 3, Wohnhaus (Ensemblebestandteil) | |
| Alte Marktstraße/Alte Pfarrgasse/Am Schloss, An der Stadtmauer/Bliesgaustraße, Brunnengäßchen, Gerbergasse/Kardinal-Wendel-Straße/Luitpoldplatz/Mühleneck/Paradeplatz /Poststraße/Saargemünder Straße/Schlossbergstraße/Von-der-Leyen-Straße/Zweibrücker Straße Lage | Ensemble Alt-Blieskastel             | Paradeplatz 5, Rathaus I (Einzeldenkmal): Das ursprünglich als Oberamtshaus geführte Gebäude wurde 1774/75 von Christian Ludwig Hautt erbaut. Es war dann gräfliches Waisenhaus, später Kaufhalle und Kaserne. Der Bau des Spätbarock wurde 1782 erweitert und nach schweren Kriegsschäden in den 1950er-Jahren innen neu gestaltet. Der zweigeschossige Bau mit Sockelgeschoss besitzt auf der Hauptschauseite fünf Achsen. Die mittlere Achse wird im Erdgeschoss von einem Portal gebildet, im Obergeschoss von einer Fenstertür mit Balkon. Darüber prangt ein breiter Dreiecksgiebel mit Wappen und reich reliefierter Verzierung. Darüber thront eine allegorische Figur der Gerechtigkeit. Die Langseiten mit 17 Achsen sind mit dopptelten Pilastern und verkröpftem Gurtgesims gegliedert. Breite Portale mit Korbbogenabschlüssen dienten früher als Einfahrten. Im Trauzimmer hängen vier Wandbehänge mit Blieskasteler Motiven, die von Sofie Dawo stammen. | |
| Alte Marktstraße/Alte Pfarrgasse/Am Schloss, An der Stadtmauer/Bliesgaustraße, Brunnengäßchen, Gerbergasse/Kardinal-Wendel-Straße/Luitpoldplatz/Mühleneck/Paradeplatz /Poststraße/Saargemünder Straße/Schlossbergstraße/Von-der-Leyen-Straße/Zweibrücker Straße Lage | Ensemble Alt-Blieskastel             | Poststraße, Lagerhalle (Einzeldenkmal): Die Lagerhalle wurde Ende des 18. Jahrhunderts erbaut und hat ihre äußere Gestalt bis heute bewahrt. Im Inneren ist eine alte Lehmdecke mit Eichenbalken erhalten. | |
| Alte Marktstraße/Alte Pfarrgasse/Am Schloss, An der Stadtmauer/Bliesgaustraße, Brunnengäßchen, Gerbergasse/Kardinal-Wendel-Straße/Luitpoldplatz/Mühleneck/Paradeplatz /Poststraße/Saargemünder Straße/Schlossbergstraße/Von-der-Leyen-Straße/Zweibrücker Straße Lage | Ensemble Alt-Blieskastel             | Poststraße 1, Wohnhaus mit Gewölbekeller, 18. Jahrhundert (Einzeldenkmal) | |
| Alte Marktstraße/Alte Pfarrgasse/Am Schloss, An der Stadtmauer/Bliesgaustraße, Brunnengäßchen, Gerbergasse/Kardinal-Wendel-Straße/Luitpoldplatz/Mühleneck/Paradeplatz /Poststraße/Saargemünder Straße/Schlossbergstraße/Von-der-Leyen-Straße/Zweibrücker Straße Lage | Ensemble Alt-Blieskastel             | Poststraße 1a, Wohnhaus (Ensemblebestandteil) | |
| Alte Marktstraße/Alte Pfarrgasse/Am Schloss, An der Stadtmauer/Bliesgaustraße, Brunnengäßchen, Gerbergasse/Kardinal-Wendel-Straße/Luitpoldplatz/Mühleneck/Paradeplatz /Poststraße/Saargemünder Straße/Schlossbergstraße/Von-der-Leyen-Straße/Zweibrücker Straße Lage | Ensemble Alt-Blieskastel             | Poststraße 2, Geschäfts- und Lagerhaus (Ensemblebestandteil) | |
| Alte Marktstraße/Alte Pfarrgasse/Am Schloss, An der Stadtmauer/Bliesgaustraße, Brunnengäßchen, Gerbergasse/Kardinal-Wendel-Straße/Luitpoldplatz/Mühleneck/Paradeplatz /Poststraße/Saargemünder Straße/Schlossbergstraße/Von-der-Leyen-Straße/Zweibrücker Straße Lage | Ensemble Alt-Blieskastel             | Poststraße 4, Geschäftshaus (Ensemblebestandteil) | |
| Alte Marktstraße/Alte Pfarrgasse/Am Schloss, An der Stadtmauer/Bliesgaustraße, Brunnengäßchen, Gerbergasse/Kardinal-Wendel-Straße/Luitpoldplatz/Mühleneck/Paradeplatz /Poststraße/Saargemünder Straße/Schlossbergstraße/Von-der-Leyen-Straße/Zweibrücker Straße Lage | Ensemble Alt-Blieskastel             | Poststraße 5, Wohn- und Geschäftshaus mit Gewölbekeller, 18. Jahrhundert (Einzeldenkmal) | |
| Alte Marktstraße/Alte Pfarrgasse/Am Schloss, An der Stadtmauer/Bliesgaustraße, Brunnengäßchen, Gerbergasse/Kardinal-Wendel-Straße/Luitpoldplatz/Mühleneck/Paradeplatz /Poststraße/Saargemünder Straße/Schlossbergstraße/Von-der-Leyen-Straße/Zweibrücker Straße Lage | Ensemble Alt-Blieskastel             | Saargemünder Straße 4, Wohn- und Lagerhaus, 1871 (Ensemblebestandteil) | |
| Alte Marktstraße/Alte Pfarrgasse/Am Schloss, An der Stadtmauer/Bliesgaustraße, Brunnengäßchen, Gerbergasse/Kardinal-Wendel-Straße/Luitpoldplatz/Mühleneck/Paradeplatz /Poststraße/Saargemünder Straße/Schlossbergstraße/Von-der-Leyen-Straße/Zweibrücker Straße Lage | Ensemble Alt-Blieskastel             | Schlossbergstraße, Kath. Stadtpfarrkirche St. Anna und St. Philipp (Einzeldenkmal): Der Saalbau mit fünfachsigem Langhaus und eingezogenem Polygonchor wurde zwischen 1776 und 1781 nach Plänen von Peter Reheis als Klosterkirche der Franziskaner erbaut und ab 1809 als Pfarrkirche genutzt. Die Kirche weist eine Formensprache des Spätbarock und des Klassizismus auf. Der Innenraum der Kirche ist durch Doppelpilaster mit kräftigem Gebälk gegliedert. Oberhalb der den gesamten Innenraum umziehenden Gliederung befindet sich eine umlaufende Hohlkehle die in eine flache Decke mit einem Deckengemälde von Rudolf Schmalzl überleitet. Die nördliche Langseite des Kirchengebäudes mit sechs Fenstern ist durch Pilaster gegliedert, die ein Triglyphengebälk tragen, das sich an der Westfassade fortsetzt. Diese ist durch Pilaster in Kolossalordnung gegliedert, die ein Triglyphengebälk tragen. Die langgezogenen, hochrechteckigen Fenster sind mit Rundfenstern abgeschlossen. Darüber befindet sich ein Giebelgeschoss mit Eckvoluten. Das Portal mit Architrav und Dreiecksgiebel ist in streng klassizistisch ausgeführt. In einer Nische des gestuften Giebels steht eine Statue des heiligen Sebastian. Am oberen Ende wurde das Wappen des Adelsgeschlechtes von der Leyen mit Grafenkrone und das Leyen-Dalbergsche Allianzwappen eingefasst. Der Glockenturm im Südwesten stammt aus dem Jahr 1929 und wurde von Carl Miltz entworfen. | |
| Alte Marktstraße/Alte Pfarrgasse/Am Schloss, An der Stadtmauer/Bliesgaustraße, Brunnengäßchen, Gerbergasse/Kardinal-Wendel-Straße/Luitpoldplatz/Mühleneck/Paradeplatz /Poststraße/Saargemünder Straße/Schlossbergstraße/Von-der-Leyen-Straße/Zweibrücker Straße Lage | Ensemble Alt-Blieskastel             | Schlossbergstraße 1, Wohnhaus (Ensemblebestandteil): Schmaler traufständiger Putzbau mit drei Geschossen aus dem 18. Jahrhundert. Das Portal besitzt einen ornamentierten Segmentgiebel; im zweiten Geschoss findet sich ein Sohlbankgesims. | |
| Alte Marktstraße/Alte Pfarrgasse/Am Schloss, An der Stadtmauer/Bliesgaustraße, Brunnengäßchen, Gerbergasse/Kardinal-Wendel-Straße/Luitpoldplatz/Mühleneck/Paradeplatz /Poststraße/Saargemünder Straße/Schlossbergstraße/Von-der-Leyen-Straße/Zweibrücker Straße Lage | Ensemble Alt-Blieskastel             | Schlossbergstraße 2, Wohn- und Geschäftshaus (Ensemblebestandteil) | |
| Alte Marktstraße/Alte Pfarrgasse/Am Schloss, An der Stadtmauer/Bliesgaustraße, Brunnengäßchen, Gerbergasse/Kardinal-Wendel-Straße/Luitpoldplatz/Mühleneck/Paradeplatz /Poststraße/Saargemünder Straße/Schlossbergstraße/Von-der-Leyen-Straße/Zweibrücker Straße Lage | Ensemble Alt-Blieskastel             | Schlossbergstraße 3, Wohnhaus mit Gewölbekeller (Einzeldenkmal): Der dreigeschossige Putzbau wurde im 18. Jahrhundert von Gerhard Weiland erbaut. Im zweiten Geschoss befindet sich in der stumpfen Eckkante eine Nische mit einer Steinplastik einer Madonna mit Kind aus den 1960er-Jahren. | |
| Alte Marktstraße/Alte Pfarrgasse/Am Schloss, An der Stadtmauer/Bliesgaustraße, Brunnengäßchen, Gerbergasse/Kardinal-Wendel-Straße/Luitpoldplatz/Mühleneck/Paradeplatz /Poststraße/Saargemünder Straße/Schlossbergstraße/Von-der-Leyen-Straße/Zweibrücker Straße Lage | Ensemble Alt-Blieskastel             | Schlossbergstraße 5, Wohnhaus, 18. Jahrhundert (Ensemblebestandteil) | |
| Alte Marktstraße/Alte Pfarrgasse/Am Schloss, An der Stadtmauer/Bliesgaustraße, Brunnengäßchen, Gerbergasse/Kardinal-Wendel-Straße/Luitpoldplatz/Mühleneck/Paradeplatz /Poststraße/Saargemünder Straße/Schlossbergstraße/Von-der-Leyen-Straße/Zweibrücker Straße Lage | Ensemble Alt-Blieskastel             | Schlossbergstraße 6, Wohnhaus, 18. Jahrhundert (Einzeldenkmal) | |
| Alte Marktstraße/Alte Pfarrgasse/Am Schloss, An der Stadtmauer/Bliesgaustraße, Brunnengäßchen, Gerbergasse/Kardinal-Wendel-Straße/Luitpoldplatz/Mühleneck/Paradeplatz /Poststraße/Saargemünder Straße/Schlossbergstraße/Von-der-Leyen-Straße/Zweibrücker Straße Lage | Ensemble Alt-Blieskastel             | Schlossbergstraße 7, Wohnhaus, 18. Jahrhundert (Einzeldenkmal) | |
| Alte Marktstraße/Alte Pfarrgasse/Am Schloss, An der Stadtmauer/Bliesgaustraße, Brunnengäßchen, Gerbergasse/Kardinal-Wendel-Straße/Luitpoldplatz/Mühleneck/Paradeplatz /Poststraße/Saargemünder Straße/Schlossbergstraße/Von-der-Leyen-Straße/Zweibrücker Straße Lage | Ensemble Alt-Blieskastel             | Schlossbergstraße 8, Wohnhaus mit Gewölbekeller (Einzeldenkmal): Der giebelständige, dreigeschossige Putzbau stammt aus dem ersten Viertel des 18. Jahrhunderts und wurde mehrfach verändert. So wurden die drei Sohlbankgesimse entfernt, im Erdgeschoss wurden die Fenster durch Schaufenster gelängt. | |
| Alte Marktstraße/Alte Pfarrgasse/Am Schloss, An der Stadtmauer/Bliesgaustraße, Brunnengäßchen, Gerbergasse/Kardinal-Wendel-Straße/Luitpoldplatz/Mühleneck/Paradeplatz /Poststraße/Saargemünder Straße/Schlossbergstraße/Von-der-Leyen-Straße/Zweibrücker Straße Lage | Ensemble Alt-Blieskastel             | Schlossbergstraße 9, Wohn- und Geschäftshaus, 18. Jahrhundert (Einzeldenkmal) | |
| Alte Marktstraße/Alte Pfarrgasse/Am Schloss, An der Stadtmauer/Bliesgaustraße, Brunnengäßchen, Gerbergasse/Kardinal-Wendel-Straße/Luitpoldplatz/Mühleneck/Paradeplatz /Poststraße/Saargemünder Straße/Schlossbergstraße/Von-der-Leyen-Straße/Zweibrücker Straße Lage | Ensemble Alt-Blieskastel             | Schlossbergstraße 10, Wohn- und Geschäftshaus, 18. Jahrhundert (Ensemblebestandteil) | |
| Alte Marktstraße/Alte Pfarrgasse/Am Schloss, An der Stadtmauer/Bliesgaustraße, Brunnengäßchen, Gerbergasse/Kardinal-Wendel-Straße/Luitpoldplatz/Mühleneck/Paradeplatz /Poststraße/Saargemünder Straße/Schlossbergstraße/Von-der-Leyen-Straße/Zweibrücker Straße Lage | Ensemble Alt-Blieskastel             | Schlossbergstraße 11, Wohn- und Geschäftshaus, Gewölbekeller, 1749 (Einzeldenkmal) | |
| Alte Marktstraße/Alte Pfarrgasse/Am Schloss, An der Stadtmauer/Bliesgaustraße, Brunnengäßchen, Gerbergasse/Kardinal-Wendel-Straße/Luitpoldplatz/Mühleneck/Paradeplatz /Poststraße/Saargemünder Straße/Schlossbergstraße/Von-der-Leyen-Straße/Zweibrücker Straße Lage | Ensemble Alt-Blieskastel             | Schlossbergstraße 12, Wohnhaus, 18. Jahrhundert (Einzeldenkmal) | |
| Alte Marktstraße/Alte Pfarrgasse/Am Schloss, An der Stadtmauer/Bliesgaustraße, Brunnengäßchen, Gerbergasse/Kardinal-Wendel-Straße/Luitpoldplatz/Mühleneck/Paradeplatz /Poststraße/Saargemünder Straße/Schlossbergstraße/Von-der-Leyen-Straße/Zweibrücker Straße Lage | Ensemble Alt-Blieskastel             | Schlossbergstraße 14, Wohnhaus mit Hinterhaus, 18. Jahrhundert (Einzeldenkmal) | |
| Alte Marktstraße/Alte Pfarrgasse/Am Schloss, An der Stadtmauer/Bliesgaustraße, Brunnengäßchen, Gerbergasse/Kardinal-Wendel-Straße/Luitpoldplatz/Mühleneck/Paradeplatz /Poststraße/Saargemünder Straße/Schlossbergstraße/Von-der-Leyen-Straße/Zweibrücker Straße Lage | Ensemble Alt-Blieskastel             | Schlossbergstraße 15, Wohnhaus mit Felsenkeller, 18. Jahrhundert (Einzeldenkmal) | |
| Alte Marktstraße/Alte Pfarrgasse/Am Schloss, An der Stadtmauer/Bliesgaustraße, Brunnengäßchen, Gerbergasse/Kardinal-Wendel-Straße/Luitpoldplatz/Mühleneck/Paradeplatz /Poststraße/Saargemünder Straße/Schlossbergstraße/Von-der-Leyen-Straße/Zweibrücker Straße Lage | Ensemble Alt-Blieskastel             | Schlossbergstraße 16, Wohnhaus mit Anbau, 18. Jahrhundert (Einzeldenkmal) | |
| Alte Marktstraße/Alte Pfarrgasse/Am Schloss, An der Stadtmauer/Bliesgaustraße, Brunnengäßchen, Gerbergasse/Kardinal-Wendel-Straße/Luitpoldplatz/Mühleneck/Paradeplatz /Poststraße/Saargemünder Straße/Schlossbergstraße/Von-der-Leyen-Straße/Zweibrücker Straße Lage | Ensemble Alt-Blieskastel             | Schlossbergstraße 18, Wohnhaus, 18. Jahrhundert (Einzeldenkmal) | |
| Alte Marktstraße/Alte Pfarrgasse/Am Schloss, An der Stadtmauer/Bliesgaustraße, Brunnengäßchen, Gerbergasse/Kardinal-Wendel-Straße/Luitpoldplatz/Mühleneck/Paradeplatz /Poststraße/Saargemünder Straße/Schlossbergstraße/Von-der-Leyen-Straße/Zweibrücker Straße Lage | Ensemble Alt-Blieskastel             | Schlossbergstraße 19, Wohn- und Gasthaus mit Felsenkeller (Einzeldenkmal): Der traufständige, zweigeschossige Putzbau stammt aus dem frühen 18. Jahrhundert. Die siebenachsige Fassade besitzt in der Mitte ein Portal mit profilierter Fasche und schmalem Oberlicht. | |
| Alte Marktstraße/Alte Pfarrgasse/Am Schloss, An der Stadtmauer/Bliesgaustraße, Brunnengäßchen, Gerbergasse/Kardinal-Wendel-Straße/Luitpoldplatz/Mühleneck/Paradeplatz /Poststraße/Saargemünder Straße/Schlossbergstraße/Von-der-Leyen-Straße/Zweibrücker Straße Lage | Ensemble Alt-Blieskastel             | Schlossbergstraße 20, Wohnhaus, 18. Jahrhundert (Einzeldenkmal) | |
| Alte Marktstraße/Alte Pfarrgasse/Am Schloss, An der Stadtmauer/Bliesgaustraße, Brunnengäßchen, Gerbergasse/Kardinal-Wendel-Straße/Luitpoldplatz/Mühleneck/Paradeplatz /Poststraße/Saargemünder Straße/Schlossbergstraße/Von-der-Leyen-Straße/Zweibrücker Straße Lage | Ensemble Alt-Blieskastel             | Schlossbergstraße 21, Wohnhaus, 18. Jahrhundert (Einzeldenkmal) | |
| Alte Marktstraße/Alte Pfarrgasse/Am Schloss, An der Stadtmauer/Bliesgaustraße, Brunnengäßchen, Gerbergasse/Kardinal-Wendel-Straße/Luitpoldplatz/Mühleneck/Paradeplatz /Poststraße/Saargemünder Straße/Schlossbergstraße/Von-der-Leyen-Straße/Zweibrücker Straße Lage | Ensemble Alt-Blieskastel             | Schlossbergstraße 22, Wohnhaus, 18. Jahrhundert (Einzeldenkmal) | |
| Alte Marktstraße/Alte Pfarrgasse/Am Schloss, An der Stadtmauer/Bliesgaustraße, Brunnengäßchen, Gerbergasse/Kardinal-Wendel-Straße/Luitpoldplatz/Mühleneck/Paradeplatz /Poststraße/Saargemünder Straße/Schlossbergstraße/Von-der-Leyen-Straße/Zweibrücker Straße Lage | Ensemble Alt-Blieskastel             | Schlossbergstraße 23, Wohnhaus, 18. Jahrhundert (Einzeldenkmal) | |
| Alte Marktstraße/Alte Pfarrgasse/Am Schloss, An der Stadtmauer/Bliesgaustraße, Brunnengäßchen, Gerbergasse/Kardinal-Wendel-Straße/Luitpoldplatz/Mühleneck/Paradeplatz /Poststraße/Saargemünder Straße/Schlossbergstraße/Von-der-Leyen-Straße/Zweibrücker Straße Lage | Ensemble Alt-Blieskastel             | Schlossbergstraße 24, Wohnhaus, 18. Jahrhundert (Einzeldenkmal) | |
| Alte Marktstraße/Alte Pfarrgasse/Am Schloss, An der Stadtmauer/Bliesgaustraße, Brunnengäßchen, Gerbergasse/Kardinal-Wendel-Straße/Luitpoldplatz/Mühleneck/Paradeplatz /Poststraße/Saargemünder Straße/Schlossbergstraße/Von-der-Leyen-Straße/Zweibrücker Straße Lage | Ensemble Alt-Blieskastel             | Schlossbergstraße 25, Wohnhaus, 18. Jahrhundert (Einzeldenkmal) | |
| Alte Marktstraße/Alte Pfarrgasse/Am Schloss, An der Stadtmauer/Bliesgaustraße, Brunnengäßchen, Gerbergasse/Kardinal-Wendel-Straße/Luitpoldplatz/Mühleneck/Paradeplatz /Poststraße/Saargemünder Straße/Schlossbergstraße/Von-der-Leyen-Straße/Zweibrücker Straße Lage | Ensemble Alt-Blieskastel             | Schlossbergstraße 26, Altes Schulhaus mit Hinterhaus (Einzeldenkmal) | |
| Alte Marktstraße/Alte Pfarrgasse/Am Schloss, An der Stadtmauer/Bliesgaustraße, Brunnengäßchen, Gerbergasse/Kardinal-Wendel-Straße/Luitpoldplatz/Mühleneck/Paradeplatz /Poststraße/Saargemünder Straße/Schlossbergstraße/Von-der-Leyen-Straße/Zweibrücker Straße Lage | Ensemble Alt-Blieskastel             | Schlossbergstraße 27 (Ensemblebestandteil) | |
| Alte Marktstraße/Alte Pfarrgasse/Am Schloss, An der Stadtmauer/Bliesgaustraße, Brunnengäßchen, Gerbergasse/Kardinal-Wendel-Straße/Luitpoldplatz/Mühleneck/Paradeplatz /Poststraße/Saargemünder Straße/Schlossbergstraße/Von-der-Leyen-Straße/Zweibrücker Straße Lage | Ensemble Alt-Blieskastel             | Schlossbergstraße 28, Wohn- und Schulhaus, 1708 (Einzeldenkmal) | |
| Alte Marktstraße/Alte Pfarrgasse/Am Schloss, An der Stadtmauer/Bliesgaustraße, Brunnengäßchen, Gerbergasse/Kardinal-Wendel-Straße/Luitpoldplatz/Mühleneck/Paradeplatz /Poststraße/Saargemünder Straße/Schlossbergstraße/Von-der-Leyen-Straße/Zweibrücker Straße Lage | Ensemble Alt-Blieskastel             | Schlossbergstraße 29, Wohnhaus, 1708 (Einzeldenkmal) | |
| Alte Marktstraße/Alte Pfarrgasse/Am Schloss, An der Stadtmauer/Bliesgaustraße, Brunnengäßchen, Gerbergasse/Kardinal-Wendel-Straße/Luitpoldplatz/Mühleneck/Paradeplatz /Poststraße/Saargemünder Straße/Schlossbergstraße/Von-der-Leyen-Straße/Zweibrücker Straße Lage | Ensemble Alt-Blieskastel             | Schlossbergstraße 30, Wohn- und Schulhaus, 1701/03 (Einzeldenkmal) | |
| Alte Marktstraße/Alte Pfarrgasse/Am Schloss, An der Stadtmauer/Bliesgaustraße, Brunnengäßchen, Gerbergasse/Kardinal-Wendel-Straße/Luitpoldplatz/Mühleneck/Paradeplatz /Poststraße/Saargemünder Straße/Schlossbergstraße/Von-der-Leyen-Straße/Zweibrücker Straße Lage | Ensemble Alt-Blieskastel             | Schlossbergstraße 31, Wohnhaus, 1784 (Einzeldenkmal) | |
| Alte Marktstraße/Alte Pfarrgasse/Am Schloss, An der Stadtmauer/Bliesgaustraße, Brunnengäßchen, Gerbergasse/Kardinal-Wendel-Straße/Luitpoldplatz/Mühleneck/Paradeplatz /Poststraße/Saargemünder Straße/Schlossbergstraße/Von-der-Leyen-Straße/Zweibrücker Straße Lage | Ensemble Alt-Blieskastel             | Schlossbergstraße 32, Wohnhaus, 1721 (Einzeldenkmal) | |
| Alte Marktstraße/Alte Pfarrgasse/Am Schloss, An der Stadtmauer/Bliesgaustraße, Brunnengäßchen, Gerbergasse/Kardinal-Wendel-Straße/Luitpoldplatz/Mühleneck/Paradeplatz /Poststraße/Saargemünder Straße/Schlossbergstraße/Von-der-Leyen-Straße/Zweibrücker Straße Lage | Ensemble Alt-Blieskastel             | Schlossbergstraße 33, Wohnhaus mit Gewölbekeller, 1784 (Einzeldenkmal) | |
| Alte Marktstraße/Alte Pfarrgasse/Am Schloss, An der Stadtmauer/Bliesgaustraße, Brunnengäßchen, Gerbergasse/Kardinal-Wendel-Straße/Luitpoldplatz/Mühleneck/Paradeplatz /Poststraße/Saargemünder Straße/Schlossbergstraße/Von-der-Leyen-Straße/Zweibrücker Straße Lage | Ensemble Alt-Blieskastel             | Schlossbergstraße 34, Wohnhaus, 18. Jahrhundert (Ensemblebestandteil) | |
| Alte Marktstraße/Alte Pfarrgasse/Am Schloss, An der Stadtmauer/Bliesgaustraße, Brunnengäßchen, Gerbergasse/Kardinal-Wendel-Straße/Luitpoldplatz/Mühleneck/Paradeplatz /Poststraße/Saargemünder Straße/Schlossbergstraße/Von-der-Leyen-Straße/Zweibrücker Straße Lage | Ensemble Alt-Blieskastel             | Schlossbergstraße 36, Wohnhaus mit Felsenkeller (Einzeldenkmal): Um 1770 als Kavaliershaus erbaut. Das dreigeschossige Wohnhaus aus Sandstein besitzt ein schiefergedecktes Walmdach. Kräftig rustizierte Portalsäulen mit einem darüberliegenden Balkon, zwei Gurtgesimse und Pilaster gliedern die Fassade. Das Portal nimmt eine zweiflügelige Tür mit Oberlicht auf. | |
| Alte Marktstraße/Alte Pfarrgasse/Am Schloss, An der Stadtmauer/Bliesgaustraße, Brunnengäßchen, Gerbergasse/Kardinal-Wendel-Straße/Luitpoldplatz/Mühleneck/Paradeplatz /Poststraße/Saargemünder Straße/Schlossbergstraße/Von-der-Leyen-Straße/Zweibrücker Straße Lage | Ensemble Alt-Blieskastel             | Schlossbergstraße 38, Hinterhaus (Ensemblebestandteil) | |
| Alte Marktstraße/Alte Pfarrgasse/Am Schloss, An der Stadtmauer/Bliesgaustraße, Brunnengäßchen, Gerbergasse/Kardinal-Wendel-Straße/Luitpoldplatz/Mühleneck/Paradeplatz /Poststraße/Saargemünder Straße/Schlossbergstraße/Von-der-Leyen-Straße/Zweibrücker Straße Lage | Ensemble Alt-Blieskastel             | Schlossbergstraße 40, Haus Kiefer mit Garten und Kutscherhäuschen, Wohnhaus, Amtsgebäude (Einzeldenkmal): Das Haus Kiefer ist ein zweigeschossiger Putzbau mit Mansardwalmdach aus den Jahren 1776/77 in klassizistischer Formensprache. Die Mittelachse nimmt das Portal auf. Im Abschlussfeld befindet sich ein von Lorbeer-Feston umranktes Medaillon mit einem Frauenkopf. Über dem Gurtgesims findet sich eine Blendbalustrade und über dem Obergeschossfenster ein von Voluten gerahmtes Ornamentfries. Die Brüstungsfelder der Fenster sind glatt, die Abschlussfelder im Erdgeschoss mit Gewand- und Blumenfestons geschmückt, an denen Medaillons mit Darstellungen römischer Kaiserköpfe hängen. | |
| Alte Marktstraße/Alte Pfarrgasse/Am Schloss, An der Stadtmauer/Bliesgaustraße, Brunnengäßchen, Gerbergasse/Kardinal-Wendel-Straße/Luitpoldplatz/Mühleneck/Paradeplatz /Poststraße/Saargemünder Straße/Schlossbergstraße/Von-der-Leyen-Straße/Zweibrücker Straße Lage | Ensemble Alt-Blieskastel             | Schlossbergstraße 42, Hofratshaus (Einzeldenkmal): Der 1776/77 erbaute zweigeschossige Putzbau mit Mansardwalmdach war ursprünglich ein Hofratshaus und wird heute als Verwaltungsgebäude des Von-der-Leyen-Gymnasiums genutzt. | |
| Alte Marktstraße/Alte Pfarrgasse/Am Schloss, An der Stadtmauer/Bliesgaustraße, Brunnengäßchen, Gerbergasse/Kardinal-Wendel-Straße/Luitpoldplatz/Mühleneck/Paradeplatz /Poststraße/Saargemünder Straße/Schlossbergstraße/Von-der-Leyen-Straße/Zweibrücker Straße Lage | Ensemble Alt-Blieskastel             | Schlossbergstraße 43, Hofratshaus, 4. Viertel 18. Jahrhundert, Schulgebäude des Von-der-Leyen-Gymnasiums (Einzeldenkmal) | |
| Alte Marktstraße/Alte Pfarrgasse/Am Schloss, An der Stadtmauer/Bliesgaustraße, Brunnengäßchen, Gerbergasse/Kardinal-Wendel-Straße/Luitpoldplatz/Mühleneck/Paradeplatz /Poststraße/Saargemünder Straße/Schlossbergstraße/Von-der-Leyen-Straße/Zweibrücker Straße Lage | Ensemble Alt-Blieskastel             | Schlossbergstraße 44, Hofratshaus, 1776–77, Schulgebäude des Von-der-Leyen-Gymnasiums (Einzeldenkmal) | |
| Alte Marktstraße/Alte Pfarrgasse/Am Schloss, An der Stadtmauer/Bliesgaustraße, Brunnengäßchen, Gerbergasse/Kardinal-Wendel-Straße/Luitpoldplatz/Mühleneck/Paradeplatz /Poststraße/Saargemünder Straße/Schlossbergstraße/Von-der-Leyen-Straße/Zweibrücker Straße Lage | Ensemble Alt-Blieskastel             | Schlossbergstraße 45 (Einzeldenkmal): Die sogenannte „Orangerie“ ist ein erhaltener Rest des während der Französischen Revolution weitgehend zerstörten Schlossanlage. Der zweigeschossige Bau wurde an die mittelalterliche Burgmauer gebaut. Von dem einstmals zwölf Achsen langen Bau sind nur die östlichen fünf Achsen erhalten. Die einstmals offene Säulenhalle des Erdgeschosses ist heute verglast. Zwischen den breiten Arkaden liegen Wandpfleilersockel, die die toskanischen Säulen des Obergeschosses tragen. Erdgeschoss und Obergeschoss sind durch ein weit auskragendes Geschossgesims getrennt. Die Achsen im Obergeschoss besitzen Doppelfenster mit Ohrenfaschen und gesprengten Segmentgiebeln als Verdachung. Ein Kranzgesims schließt den Baukörper mit Walmdach ab. | |
| Alte Marktstraße/Alte Pfarrgasse/Am Schloss, An der Stadtmauer/Bliesgaustraße, Brunnengäßchen, Gerbergasse/Kardinal-Wendel-Straße/Luitpoldplatz/Mühleneck/Paradeplatz /Poststraße/Saargemünder Straße/Schlossbergstraße/Von-der-Leyen-Straße/Zweibrücker Straße Lage | Ensemble Alt-Blieskastel             | Schlossbergstraße 47, kath. Pfarrhaus, 1934 (Ensemblebestandteil) | |
| Alte Marktstraße/Alte Pfarrgasse/Am Schloss, An der Stadtmauer/Bliesgaustraße, Brunnengäßchen, Gerbergasse/Kardinal-Wendel-Straße/Luitpoldplatz/Mühleneck/Paradeplatz /Poststraße/Saargemünder Straße/Schlossbergstraße/Von-der-Leyen-Straße/Zweibrücker Straße Lage | Ensemble Alt-Blieskastel             | Schlossbergstraße 48 (Einzeldenkmal): Das kleine Schlösschen mit Segmentgiebeln wurde 1776/77 von Christian Ludwig Hautt als Hofratshaus erbaut. Ab 1792 war es Regierungssitz, dann Gefängnis und nun Teil des Von-der-Leyen-Gymnasiums. | |
| Alte Marktstraße/Alte Pfarrgasse/Am Schloss, An der Stadtmauer/Bliesgaustraße, Brunnengäßchen, Gerbergasse/Kardinal-Wendel-Straße/Luitpoldplatz/Mühleneck/Paradeplatz /Poststraße/Saargemünder Straße/Schlossbergstraße/Von-der-Leyen-Straße/Zweibrücker Straße Lage | Ensemble Alt-Blieskastel             | Schlossbergstraße 49/51, ehemaliges Franziskanerkloster, um 1776, Anbauten 1950–60 (Einzeldenkmal): Das Gebäude der ehemaligen Schlossberg-Grundschule wurde um 1776 als Teil des Franziskanerklosters erbaut. Der dreigeschossige Putzbau wird durch Eckquaderung und profilierte Gurtgesimse gegliedert. | |
| Alte Marktstraße/Alte Pfarrgasse/Am Schloss, An der Stadtmauer/Bliesgaustraße, Brunnengäßchen, Gerbergasse/Kardinal-Wendel-Straße/Luitpoldplatz/Mühleneck/Paradeplatz /Poststraße/Saargemünder Straße/Schlossbergstraße/Von-der-Leyen-Straße/Zweibrücker Straße Lage | Ensemble Alt-Blieskastel             | Schlossbergstraße 50, St. Josephshaus, Wohnhaus, 18. Jahrhundert (Ensemblebestandteil) | |
| Alte Marktstraße/Alte Pfarrgasse/Am Schloss, An der Stadtmauer/Bliesgaustraße, Brunnengäßchen, Gerbergasse/Kardinal-Wendel-Straße/Luitpoldplatz/Mühleneck/Paradeplatz /Poststraße/Saargemünder Straße/Schlossbergstraße/Von-der-Leyen-Straße/Zweibrücker Straße Lage | Ensemble Alt-Blieskastel             | Schlossbergstraße 52, Wohnhaus (Ensemblebestandteil) | |
| Alte Marktstraße/Alte Pfarrgasse/Am Schloss, An der Stadtmauer/Bliesgaustraße, Brunnengäßchen, Gerbergasse/Kardinal-Wendel-Straße/Luitpoldplatz/Mühleneck/Paradeplatz /Poststraße/Saargemünder Straße/Schlossbergstraße/Von-der-Leyen-Straße/Zweibrücker Straße Lage | Ensemble Alt-Blieskastel             | Schlossbergstraße 54, Wohnhaus (Ensemblebestandteil) | |
| Alte Marktstraße/Alte Pfarrgasse/Am Schloss, An der Stadtmauer/Bliesgaustraße, Brunnengäßchen, Gerbergasse/Kardinal-Wendel-Straße/Luitpoldplatz/Mühleneck/Paradeplatz /Poststraße/Saargemünder Straße/Schlossbergstraße/Von-der-Leyen-Straße/Zweibrücker Straße Lage | Ensemble Alt-Blieskastel             | Schlossbergstraße 56, Wohnhaus (Ensemblebestandteil) | |
| Alte Marktstraße/Alte Pfarrgasse/Am Schloss, An der Stadtmauer/Bliesgaustraße, Brunnengäßchen, Gerbergasse/Kardinal-Wendel-Straße/Luitpoldplatz/Mühleneck/Paradeplatz /Poststraße/Saargemünder Straße/Schlossbergstraße/Von-der-Leyen-Straße/Zweibrücker Straße Lage | Ensemble Alt-Blieskastel             | Schlossbergstraße 58, Wohnhaus, 1889 (Ensemblebestandteil) | |
| Alte Marktstraße/Alte Pfarrgasse/Am Schloss, An der Stadtmauer/Bliesgaustraße, Brunnengäßchen, Gerbergasse/Kardinal-Wendel-Straße/Luitpoldplatz/Mühleneck/Paradeplatz /Poststraße/Saargemünder Straße/Schlossbergstraße/Von-der-Leyen-Straße/Zweibrücker Straße Lage | Ensemble Alt-Blieskastel             | Schlossbergstraße 60, Wohnhaus (Ensemblebestandteil) | |
| Alte Marktstraße/Alte Pfarrgasse/Am Schloss, An der Stadtmauer/Bliesgaustraße, Brunnengäßchen, Gerbergasse/Kardinal-Wendel-Straße/Luitpoldplatz/Mühleneck/Paradeplatz /Poststraße/Saargemünder Straße/Schlossbergstraße/Von-der-Leyen-Straße/Zweibrücker Straße Lage | Ensemble Alt-Blieskastel             | Schlossbergstraße 62, Wohnhaus (Ensemblebestandteil) | |
| Alte Marktstraße/Alte Pfarrgasse/Am Schloss, An der Stadtmauer/Bliesgaustraße, Brunnengäßchen, Gerbergasse/Kardinal-Wendel-Straße/Luitpoldplatz/Mühleneck/Paradeplatz /Poststraße/Saargemünder Straße/Schlossbergstraße/Von-der-Leyen-Straße/Zweibrücker Straße Lage | Ensemble Alt-Blieskastel             | Schlossbergstraße 64/66, Wohnhaus (Ensemblebestandteil) | |
| Alte Marktstraße/Alte Pfarrgasse/Am Schloss, An der Stadtmauer/Bliesgaustraße, Brunnengäßchen, Gerbergasse/Kardinal-Wendel-Straße/Luitpoldplatz/Mühleneck/Paradeplatz /Poststraße/Saargemünder Straße/Schlossbergstraße/Von-der-Leyen-Straße/Zweibrücker Straße Lage | Ensemble Alt-Blieskastel             | Schlossbergstraße 68, Wohnhaus (Ensemblebestandteil) | |
| Alte Marktstraße/Alte Pfarrgasse/Am Schloss, An der Stadtmauer/Bliesgaustraße, Brunnengäßchen, Gerbergasse/Kardinal-Wendel-Straße/Luitpoldplatz/Mühleneck/Paradeplatz /Poststraße/Saargemünder Straße/Schlossbergstraße/Von-der-Leyen-Straße/Zweibrücker Straße Lage | Ensemble Alt-Blieskastel             | Schlossbergstraße 70, Wohnhaus (Ensemblebestandteil) | |
| Alte Marktstraße/Alte Pfarrgasse/Am Schloss, An der Stadtmauer/Bliesgaustraße, Brunnengäßchen, Gerbergasse/Kardinal-Wendel-Straße/Luitpoldplatz/Mühleneck/Paradeplatz /Poststraße/Saargemünder Straße/Schlossbergstraße/Von-der-Leyen-Straße/Zweibrücker Straße Lage | Ensemble Alt-Blieskastel             | Schlossbergstraße 72, Wohnhaus (Ensemblebestandteil) | |
| Alte Marktstraße/Alte Pfarrgasse/Am Schloss, An der Stadtmauer/Bliesgaustraße, Brunnengäßchen, Gerbergasse/Kardinal-Wendel-Straße/Luitpoldplatz/Mühleneck/Paradeplatz /Poststraße/Saargemünder Straße/Schlossbergstraße/Von-der-Leyen-Straße/Zweibrücker Straße Lage | Ensemble Alt-Blieskastel             | Schlossbergstraße 76, Wohnhaus (Ensemblebestandteil) | |
| Alte Marktstraße/Alte Pfarrgasse/Am Schloss, An der Stadtmauer/Bliesgaustraße, Brunnengäßchen, Gerbergasse/Kardinal-Wendel-Straße/Luitpoldplatz/Mühleneck/Paradeplatz /Poststraße/Saargemünder Straße/Schlossbergstraße/Von-der-Leyen-Straße/Zweibrücker Straße Lage | Ensemble Alt-Blieskastel             | Schlossbergstraße 78, Wohnhaus (Ensemblebestandteil) | |
| Alte Marktstraße/Alte Pfarrgasse/Am Schloss, An der Stadtmauer/Bliesgaustraße, Brunnengäßchen, Gerbergasse/Kardinal-Wendel-Straße/Luitpoldplatz/Mühleneck/Paradeplatz /Poststraße/Saargemünder Straße/Schlossbergstraße/Von-der-Leyen-Straße/Zweibrücker Straße Lage | Ensemble Alt-Blieskastel             | Von-der-Leyen-Straße 3, Wohn- und Geschäftshaus mit Gewölbekeller, 4. Viertel 18. Jahrhundert (Einzeldenkmal) | |
| Alte Marktstraße/Alte Pfarrgasse/Am Schloss, An der Stadtmauer/Bliesgaustraße, Brunnengäßchen, Gerbergasse/Kardinal-Wendel-Straße/Luitpoldplatz/Mühleneck/Paradeplatz /Poststraße/Saargemünder Straße/Schlossbergstraße/Von-der-Leyen-Straße/Zweibrücker Straße Lage | Ensemble Alt-Blieskastel             | Von-der-Leyen-Straße 5, Wohnhaus, Ende des 18. Jahrhunderts (Einzeldenkmal) | |
| Alte Marktstraße/Alte Pfarrgasse/Am Schloss, An der Stadtmauer/Bliesgaustraße, Brunnengäßchen, Gerbergasse/Kardinal-Wendel-Straße/Luitpoldplatz/Mühleneck/Paradeplatz /Poststraße/Saargemünder Straße/Schlossbergstraße/Von-der-Leyen-Straße/Zweibrücker Straße Lage | Ensemble Alt-Blieskastel             | Von-der-Leyen-Straße 7, Wohn- und Geschäftshaus, Hinterhaus, 4. Viertel 18. Jahrhundert (Einzeldenkmal) | |
| Alte Marktstraße/Alte Pfarrgasse/Am Schloss, An der Stadtmauer/Bliesgaustraße, Brunnengäßchen, Gerbergasse/Kardinal-Wendel-Straße/Luitpoldplatz/Mühleneck/Paradeplatz /Poststraße/Saargemünder Straße/Schlossbergstraße/Von-der-Leyen-Straße/Zweibrücker Straße Lage | Ensemble Alt-Blieskastel             | Von-der-Leyen-Straße 9, Wohnhaus mit Gewölbekeller, 4. Viertel 18. Jahrhundert (Einzeldenkmal): Das traufständige, zweigeschossige Gebäude wurde im 18. Jahrhundert erbaut. Der fünfachsige Putzbau mit Ecklisenen besitzt ein spätbarockes Portal mit Fasche, schmalem Oberlicht und zwei Rocaillen. Das Mansardwalmdach mit Gauben ist im Süden mit Krüppelwalm abgeschrägt. | |
| Alte Marktstraße/Alte Pfarrgasse/Am Schloss, An der Stadtmauer/Bliesgaustraße, Brunnengäßchen, Gerbergasse/Kardinal-Wendel-Straße/Luitpoldplatz/Mühleneck/Paradeplatz /Poststraße/Saargemünder Straße/Schlossbergstraße/Von-der-Leyen-Straße/Zweibrücker Straße Lage | Ensemble Alt-Blieskastel             | Von-der-Leyen-Straße 11, Wohnhaus, 1763 (Einzeldenkmal) | |
| Alte Marktstraße/Alte Pfarrgasse/Am Schloss, An der Stadtmauer/Bliesgaustraße, Brunnengäßchen, Gerbergasse/Kardinal-Wendel-Straße/Luitpoldplatz/Mühleneck/Paradeplatz /Poststraße/Saargemünder Straße/Schlossbergstraße/Von-der-Leyen-Straße/Zweibrücker Straße Lage | Ensemble Alt-Blieskastel             | Von-der-Leyen-Straße 12, Wohnhaus, 4. Viertel 18. Jahrhundert (Einzeldenkmal) | |
| Alte Marktstraße/Alte Pfarrgasse/Am Schloss, An der Stadtmauer/Bliesgaustraße, Brunnengäßchen, Gerbergasse/Kardinal-Wendel-Straße/Luitpoldplatz/Mühleneck/Paradeplatz /Poststraße/Saargemünder Straße/Schlossbergstraße/Von-der-Leyen-Straße/Zweibrücker Straße Lage | Ensemble Alt-Blieskastel             | Von-der-Leyen-Straße 15 (Ensemblebestandteil) | |
| Alte Marktstraße/Alte Pfarrgasse/Am Schloss, An der Stadtmauer/Bliesgaustraße, Brunnengäßchen, Gerbergasse/Kardinal-Wendel-Straße/Luitpoldplatz/Mühleneck/Paradeplatz /Poststraße/Saargemünder Straße/Schlossbergstraße/Von-der-Leyen-Straße/Zweibrücker Straße Lage | Ensemble Alt-Blieskastel             | Von-der-Leyen-Straße 16, Gerberei im Hinterhaus, 2. Hälfte 19. Jahrhundert (Ensemblebestandteil) | |
| Alte Marktstraße/Alte Pfarrgasse/Am Schloss, An der Stadtmauer/Bliesgaustraße, Brunnengäßchen, Gerbergasse/Kardinal-Wendel-Straße/Luitpoldplatz/Mühleneck/Paradeplatz /Poststraße/Saargemünder Straße/Schlossbergstraße/Von-der-Leyen-Straße/Zweibrücker Straße Lage | Ensemble Alt-Blieskastel             | Von-der-Leyen-Straße 17, Wohnhaus, 18. Jahrhundert (Einzeldenkmal) | |
| Alte Marktstraße/Alte Pfarrgasse/Am Schloss, An der Stadtmauer/Bliesgaustraße, Brunnengäßchen, Gerbergasse/Kardinal-Wendel-Straße/Luitpoldplatz/Mühleneck/Paradeplatz /Poststraße/Saargemünder Straße/Schlossbergstraße/Von-der-Leyen-Straße/Zweibrücker Straße Lage | Ensemble Alt-Blieskastel             | Von-der-Leyen-Straße 18 (Ensemblebestandteil) | |
| Alte Marktstraße/Alte Pfarrgasse/Am Schloss, An der Stadtmauer/Bliesgaustraße, Brunnengäßchen, Gerbergasse/Kardinal-Wendel-Straße/Luitpoldplatz/Mühleneck/Paradeplatz /Poststraße/Saargemünder Straße/Schlossbergstraße/Von-der-Leyen-Straße/Zweibrücker Straße Lage | Ensemble Alt-Blieskastel             | Von-der-Leyen-Straße 19, Wohnhaus, 18. Jahrhundert (Einzeldenkmal) | |
| Alte Marktstraße/Alte Pfarrgasse/Am Schloss, An der Stadtmauer/Bliesgaustraße, Brunnengäßchen, Gerbergasse/Kardinal-Wendel-Straße/Luitpoldplatz/Mühleneck/Paradeplatz /Poststraße/Saargemünder Straße/Schlossbergstraße/Von-der-Leyen-Straße/Zweibrücker Straße Lage | Ensemble Alt-Blieskastel             | Von-der-Leyen-Straße 21 (Ensemblebestandteil) | |
| Alte Marktstraße/Alte Pfarrgasse/Am Schloss, An der Stadtmauer/Bliesgaustraße, Brunnengäßchen, Gerbergasse/Kardinal-Wendel-Straße/Luitpoldplatz/Mühleneck/Paradeplatz /Poststraße/Saargemünder Straße/Schlossbergstraße/Von-der-Leyen-Straße/Zweibrücker Straße Lage | Ensemble Alt-Blieskastel             | Von-der-Leyen-Straße 22, Wohnhaus, 4. Viertel 18. Jahrhundert (Einzeldenkmal) | |
| Alte Marktstraße/Alte Pfarrgasse/Am Schloss, An der Stadtmauer/Bliesgaustraße, Brunnengäßchen, Gerbergasse/Kardinal-Wendel-Straße/Luitpoldplatz/Mühleneck/Paradeplatz /Poststraße/Saargemünder Straße/Schlossbergstraße/Von-der-Leyen-Straße/Zweibrücker Straße Lage | Ensemble Alt-Blieskastel             | Von-der-Leyen-Straße 23 (Ensemblebestandteil) | |
| Alte Marktstraße/Alte Pfarrgasse/Am Schloss, An der Stadtmauer/Bliesgaustraße, Brunnengäßchen, Gerbergasse/Kardinal-Wendel-Straße/Luitpoldplatz/Mühleneck/Paradeplatz /Poststraße/Saargemünder Straße/Schlossbergstraße/Von-der-Leyen-Straße/Zweibrücker Straße Lage | Ensemble Alt-Blieskastel             | Von-der-Leyen-Straße 24, Wohnhaus (Einzeldenkmal): Der zweigeschossige Putzbau mit hohem Sockel wurde 1789 erbaut. In der Mitte der fünf Fensterachsen sitzt ein Portal, dessen Tür ein Oberlicht besitzt. Das Portal hat eine profilierte Fasche und ein Abschlussfeld das von einem Gurtgesims begrenzt und verkröpft wird. Im Abschlussfeld befindet sich die Inschrift „I A Scholli/Margareda/Bruch - 1789 -“. | |
| Alte Marktstraße/Alte Pfarrgasse/Am Schloss, An der Stadtmauer/Bliesgaustraße, Brunnengäßchen, Gerbergasse/Kardinal-Wendel-Straße/Luitpoldplatz/Mühleneck/Paradeplatz /Poststraße/Saargemünder Straße/Schlossbergstraße/Von-der-Leyen-Straße/Zweibrücker Straße Lage | Ensemble Alt-Blieskastel             | Von-der-Leyen-Straße 25, Wohn- und Geschäftshaus, 4. Viertel 18. Jahrhundert, Ladeneinbau 19. Jahrhundert (Einzeldenkmal) | |
| Alte Marktstraße/Alte Pfarrgasse/Am Schloss, An der Stadtmauer/Bliesgaustraße, Brunnengäßchen, Gerbergasse/Kardinal-Wendel-Straße/Luitpoldplatz/Mühleneck/Paradeplatz /Poststraße/Saargemünder Straße/Schlossbergstraße/Von-der-Leyen-Straße/Zweibrücker Straße Lage | Ensemble Alt-Blieskastel             | Von-der-Leyen-Straße 26, Wohnhaus, 4. Viertel 18. Jahrhundert (Einzeldenkmal) | |
| Alte Marktstraße/Alte Pfarrgasse/Am Schloss, An der Stadtmauer/Bliesgaustraße, Brunnengäßchen, Gerbergasse/Kardinal-Wendel-Straße/Luitpoldplatz/Mühleneck/Paradeplatz /Poststraße/Saargemünder Straße/Schlossbergstraße/Von-der-Leyen-Straße/Zweibrücker Straße Lage | Ensemble Alt-Blieskastel             | Von-der-Leyen-Straße 30, Wohnhaus, 4. Viertel 18. Jahrhundert (Einzeldenkmal) | |
| Alte Marktstraße/Alte Pfarrgasse/Am Schloss, An der Stadtmauer/Bliesgaustraße, Brunnengäßchen, Gerbergasse/Kardinal-Wendel-Straße/Luitpoldplatz/Mühleneck/Paradeplatz /Poststraße/Saargemünder Straße/Schlossbergstraße/Von-der-Leyen-Straße/Zweibrücker Straße Lage | Ensemble Alt-Blieskastel             | Von-der-Leyen-Straße 31, Haus Ritzheim, Wohnhaus mit Gewölbekeller, 4. Viertel 18. Jahrhundert (Einzeldenkmal) | |
| Alte Marktstraße/Alte Pfarrgasse/Am Schloss, An der Stadtmauer/Bliesgaustraße, Brunnengäßchen, Gerbergasse/Kardinal-Wendel-Straße/Luitpoldplatz/Mühleneck/Paradeplatz /Poststraße/Saargemünder Straße/Schlossbergstraße/Von-der-Leyen-Straße/Zweibrücker Straße Lage | Ensemble Alt-Blieskastel             | Zweibrücker Straße 1, ehemals Königlich Bayerisches Rentamt (Einzeldenkmal): Das heutige Rathaus II wurde 1904 als Königlich Bayerisches Rentamt erbaut. Der zweigeschossige, rote Sandsteinbau wurde im historisierenden Stil mit Formen des Spätbarock und des Klassizismus ausgeführt. Die Hauptfassade wird von einem Mittelrisaliten gegliedert, in dem ein schmaler Balkon liegt und der mit einem Rundbogengiebel mit bayrischem Wappen abgeschlossen wird. Die Ostfassade besitzt im Obergeschoss einen Erker mit Rundbogengiebel und einem Medaillen mit behelmtem Männerkopf. Die Westseite wird über eine doppelläufige Treppe mit Podest betreten. Das mit Pilastern gegliederte Gebäude wird über dem Dachgesims durch Vasen gekrönt. Innen ist vieles der Originalausstattung erhalten geblieben. | |
| Alte Marktstraße/Alte Pfarrgasse/Am Schloss, An der Stadtmauer/Bliesgaustraße, Brunnengäßchen, Gerbergasse/Kardinal-Wendel-Straße/Luitpoldplatz/Mühleneck/Paradeplatz /Poststraße/Saargemünder Straße/Schlossbergstraße/Von-der-Leyen-Straße/Zweibrücker Straße Lage | Ensemble Alt-Blieskastel             | Zweibrücker Straße 3, ehemals Amtssitz des Waisenvogtes mit Gewölbekeller, 1784–86, heute Rathaus III (Einzeldenkmal) | |
| Alte Marktstraße/Alte Pfarrgasse/Am Schloss, An der Stadtmauer/Bliesgaustraße, Brunnengäßchen, Gerbergasse/Kardinal-Wendel-Straße/Luitpoldplatz/Mühleneck/Paradeplatz /Poststraße/Saargemünder Straße/Schlossbergstraße/Von-der-Leyen-Straße/Zweibrücker Straße Lage | Ensemble Alt-Blieskastel             | Zweibrücker Straße 10, Wohnhaus, 4. Viertel 18. Jahrhundert (Einzeldenkmal) | |
| Alte Marktstraße/Alte Pfarrgasse/Am Schloss, An der Stadtmauer/Bliesgaustraße, Brunnengäßchen, Gerbergasse/Kardinal-Wendel-Straße/Luitpoldplatz/Mühleneck/Paradeplatz /Poststraße/Saargemünder Straße/Schlossbergstraße/Von-der-Leyen-Straße/Zweibrücker Straße Lage | Ensemble Alt-Blieskastel             | Zweibrücker Straße 12, Wohnhaus, 18. Jahrhundert (Einzeldenkmal) | |
| Alte Marktstraße/Alte Pfarrgasse/Am Schloss, An der Stadtmauer/Bliesgaustraße, Brunnengäßchen, Gerbergasse/Kardinal-Wendel-Straße/Luitpoldplatz/Mühleneck/Paradeplatz /Poststraße/Saargemünder Straße/Schlossbergstraße/Von-der-Leyen-Straße/Zweibrücker Straße Lage | Ensemble Alt-Blieskastel             | Zweibrücker Straße 13, Wohnhaus mit Gewölbekeller, um 1790 (Einzeldenkmal): Um 1790 entstandener traufständiger Putzbau mit hohem Sockel und Mansardwalmdach. Das Portal mit zurückgesetzter Tür befindet sich in der Mitte der fünfachsigen Fassade. | |
| Alte Marktstraße/Alte Pfarrgasse/Am Schloss, An der Stadtmauer/Bliesgaustraße, Brunnengäßchen, Gerbergasse/Kardinal-Wendel-Straße/Luitpoldplatz/Mühleneck/Paradeplatz /Poststraße/Saargemünder Straße/Schlossbergstraße/Von-der-Leyen-Straße/Zweibrücker Straße Lage | Ensemble Alt-Blieskastel             | Zweibrücker Straße 14, Geschäfts- und Lagerhaus (Ensemblebestandteil) | |
| Alte Marktstraße/Alte Pfarrgasse/Am Schloss, An der Stadtmauer/Bliesgaustraße, Brunnengäßchen, Gerbergasse/Kardinal-Wendel-Straße/Luitpoldplatz/Mühleneck/Paradeplatz /Poststraße/Saargemünder Straße/Schlossbergstraße/Von-der-Leyen-Straße/Zweibrücker Straße Lage | Ensemble Alt-Blieskastel             | Zweibrücker Straße 15, Wohnhaus, 4. Viertel 18. Jahrhundert (Einzeldenkmal) | |
| Kirchstraße Lage | Ensemble Kirche „Auf der Agd“        | Im Mittelpunkt des Denkmalensembles „Auf der Agd“ steht die protestantische Kirche mit dem Pfarrhaus und seinen Nebengebäuden. | Im Mittelpunkt des Denkmalensembles „Auf der Agd“ steht die protestantische Kirche mit dem Pfarrhaus und seinen Nebengebäuden. |
| Kirchstraße Lage | Ensemble Kirche „Auf der Agd“        | Kirchstraße, Teepavillon (Ensemblebestandteil): Der kleine Pavillon wurde 191/12 von Ludwig Wagner-Speyer zusammen mit dem Pfarrhaus erbaut. | |
| Kirchstraße Lage | Ensemble Kirche „Auf der Agd“        | Kirchstraße, prot. Pfarrhaus (Einzeldenkmal): Das Pfarrhaus wurde 1911/12 von Ludwig Wagner-Speyer erbaut. | |
| Kirchstraße Lage | Ensemble Kirche „Auf der Agd“        | Kirchstraße, Kirche „Auf der Agd“ mit Innenausstattung, 1911/12 von Ludwig Wagner (Einzeldenkmal) | |
| Kirchstraße Lage | Ensemble Kirche „Auf der Agd“        | Kirchstraße 36, ehemals Forstamt (Ensemblebestandteil): Der eingeschossige Outzbau mit Mansardwalmdach stammt aus dem Jahr 1930 und wurde in neubarocken Formen erbaut. | |
| Auf dem Han/Kardinal-Wendel-Straße/Klosterweg Lage | Ensemble Klosteranlage „Auf dem Han“ | | |
| Auf dem Han/Kardinal-Wendel-Straße/Klosterweg Lage | Ensemble Klosteranlage „Auf dem Han“ | Auf dem Han, Kalvarienberg, 1804 von Matthias Weyser (Einzeldenkmal) | |
| Auf dem Han/Kardinal-Wendel-Straße/Klosterweg Lage | Ensemble Klosteranlage „Auf dem Han“ | Auf dem Han, Kapuzinerkloster (Einzeldenkmal): Das Klostergebäude wurden 1924 bis 1929 nach Plänen von Hans Herkommer erbaut. Klosterkirche und -gebäude sind an gotische Formen angelegt und Fenster und Portal mit Spitzbögen versehen. Es dominieren Bruchsteine. An das L-förmige Kloster schließt eine Kirche an. Auf den Langseiten besitzt die Saalkirche je vier Fensterachsen. Das schlichte Innere wird von einer tonnengewölbeförmigen Decke aus Holz bestimmt. Der Bau schließt mit einem Walmdach mit Dachreiter ab. | |
| Auf dem Han/Kardinal-Wendel-Straße/Klosterweg Lage | Ensemble Klosteranlage „Auf dem Han“ | Auf dem Han, Kath. Wallfahrtskapelle Heilig-Kreuz mit Innenausstattung (Einzeldenkmal): Die Kapelle wurde 1682/83 anstelle einer kleineren Kapelle nach Entwürfen von Thomas Gampfer bzw. Camper erbaut. Während der Französischen Revolution wurde die Kirche 1793 profaniert und diente als Wachlokal und Pulvermagazin. 1804 wurde die Kapelle wieder geweiht. Der Barockbau mit Dachreiter besitzt auf der Längsseite je zwei Fensterachsen. Über einem schmalen Sandsteinsockel gliedern breite (Eck-)Pilaster die Fassaden. Sie tragen einen breiten umlaufenden Architrav mit auskragendem Kranzgesims, das sich in die Giebel fortsetzt. Die Portalädikula wird von einem Dreiecksgiebel gekrönt. Wichtigster Ausstattungsgegenstand ist die Pietà Unsere Liebe Frau mit den Pfeilen. | |
| Auf dem Han/Kardinal-Wendel-Straße/Klosterweg Lage | Ensemble Klosteranlage „Auf dem Han“ | Kardinal-Wendel-Straße, Gartenhaus (Einzeldenkmal): Das schlichte Gartenhaus wurde um 1782 im Barockstil erbaut und besitzt im Inneren einen klassizistischen Kamin. Ein Aussichtsbalkon bietet einen Blick über die ganze Stadt. | |
| Auf dem Han/Kardinal-Wendel-Straße/Klosterweg Lage | Ensemble Klosteranlage „Auf dem Han“ | Klosterweg, Marienfigur (Immaculata) (Einzeldenkmal): Die Marienfigur wurde im 18. Jahrhundert geschaffen und stammt aus dem Kapuzinerkloster Türkheim (Schwaben). Sie steht in der Wallfahrtskirche. Eine neuere Fassung befindet sich im Kloster. | |
| Auf dem Han/Kardinal-Wendel-Straße/Klosterweg Lage | Ensemble Klosteranlage „Auf dem Han“ | Klosterweg, Kreuzweghalle (Einzeldenkmal): Die offene Säulenhalle beherbergt die Stationen IV bis XI des Kreuzweges der Klosteranlage. | |
| Auf dem Han/Kardinal-Wendel-Straße/Klosterweg Lage | Ensemble Klosteranlage „Auf dem Han“ | Klosterweg, Kreuzigungsgruppe (Einzeldenkmal): Die Kreuzigungsgruppe aus Sandstein wurde 1804 von dem Blieskasteler Bildhauer Matthias Weyser erschaffen. Die Schächerfiguren stammen aus dem Jahr 1685 und gelten als einzige Großplastiken des 17. Jahrhunderts im Saarland. Die Gruppe wurde 1922 restauriert. | |
| Auf dem Han/Kardinal-Wendel-Straße/Klosterweg Lage | Ensemble Klosteranlage „Auf dem Han“ | Klosterweg, Jüdischer Friedhof (Einzeldenkmal): Seit 1690 war der jüdische Friedhof Begräbnisstätte für die Juden aus Blieskastel, Homburg, St. Ingbert, Zweibrücken, Gersheim und Medelsheim. In der Zeit des Nationalsozialismus wurde der Friedhof 1939/40 verwüstet und 1945 wieder hergerichtet. 208 Grabsteine aus der Zeit von 1718 bis 1937 sind erhalten. | |
| Auf dem Han/Kardinal-Wendel-Straße/Klosterweg Lage | Ensemble Klosteranlage „Auf dem Han“ | Klosterweg, Spolienstein (Einzeldenkmal): Die Stützmauer an den Anssen 30 und 32 enthält eine Spolie mit Relief und entstand um 1670. Auf dem Stein sind die Initialen DHCVL (möglicherweise für Damian Harvard Freiherr von der Leyen) eingraviert. | |
| Außerhalb der Ortslage | Westwallbefestigung WH 400           | 1940 | |
| Außerhalb der Ortslage | Westwallbefestigung WH 394           | 1939 | |
| Blickweiler Straße Lage | Friedhof Blieskastel Mitte           | Der Friedhof entstand in der Residenzzeit des 18. Jahrhunderts. Aus dieser Zeit sind keine Grabsteine mehr erhalten, allerdings stammt der alte Eingang mit zwei Pfeilern aus dieser Zeit. Sie tragen alte gusseiserne Urnen, die von einem Grabmal stammen. Der älteste erhaltene Grabstein stammt aus dem Jahr 1803. | |
| Blickweiler Straße Lage | Garten am Osthang „Auf der Agd“      | Der terrassenförmige Lustgarten wurde im 18. Jahrhundert von Friedrich Ludwig von Sckell angelegt. Aus dieser Zeit stammen auch die Steinbänke und ein Gartenhäuschen. Im 19. Jahrhundert erwarb der gräfliche Archivar und Friedensrichter Franz Carl Dercum den Garten und nutzte ihn als Aufstellungsort für seine Sammlung von Altertümern. Erhalten ist von dieser Sammlung ein Pinienzapfen aus rotem Sandstein, der vom Grabmal der römischen Villa in Bierbach stammt. | |
| Bliesgaustraße 21 Lage | Villa K. Barth                       | Die Villa wurde 1926/27 von Fritz Zawar und Ludwig Scharf erbaut. Der von der Straße zurückgesetzte Bau mit zwei Geschossen besitzt im Erdgeschoss Rundbogenfenster und im Obergeschoss einen geraden Sturz. Der Hauptzugang im Westen besitzt einen Portalbalkon auf zwei Pfeilern. Im Süden wurde ein Altan angebaut. | |
| Gollensteinstraße Lage | Gollenstein                          | Der Menhir wurde um 2000 v. Chr. aufgestellt und ist 6,58 Meter hoch. Ursprünglich soll er einem prähistorischen Ahnenkult gedient haben. Die Nische mit dem Kreuz wurde wahrscheinlich erst 1809 eingemeißelt und nahm christliche Kultgegenstände auf. | |
| Kirchstraße 28 Lage | Villa Barth                          | Erbaut 1954 | |
| Raintal 1 Lage | Wohnhaus mit Anbau                   | Der zweigeschossige Putzbau mit schiefergedecktem Walmdach und hohem Sockelgeschoss wurde in den Jahren 1924 bis 1926 auf quadratischem Grundriss als Wohnhaus errichtet und in den 1950er-Jahren durch einen dreigeschossigen Anbau nach Westen erweitert. Von der Terrasse aus gelangt man zum alten Portaleingang mit zwei Türen und Baldachin, an der Südwest-Ecke liegt ein runder, viergeschossiger Wohnturm. Ein Altan im Norden und eine Loggia im Süden bestimmen den äußeren Eindruck des Hauses. | |
| Saargemünder Straße 3 Lage | Villa Hauck                          | Erbaut 1919 | |
| Schlossbergstraße 80 Lage | Gartenhaus                           | Erbaut im 4. Viertel des 18. Jahrhunderts | |
| Tiergartenstraße Lage | Maximilian-Säule                     | Die Gedenksäule wurde 1823 für König Max Joseph anlässlich der Einweihung der Saargemünder Straße aufgestellt und später in die Tiergartenstraße versetzt. | |

## Böckweiler
| Lage                                                        | Bezeichnung                     | Beschreibung | Bild |
| ----------------------------------------------------------- | ------------------------------- | --- | ---- |
| Auf dem Bühl 7 Lage                                         | Schule, um 1925 (Einzeldenkmal) | Die Schule wurde 1925 erbaut. Über einem rustizierten Sockelgeschoss erhebt sich ein zweigeschossiger Bau. Neben den Ecklisenen und den spitzbogigen Fenstern im Erdgeschoss sind besonders die sich über zwei Geschosse ziehenden Verzierungen der Straßenseite auffällig. |      |
| Fritz-Schunck-Straße, Flur 1, Flurstücke 176 und 177/3 Lage | Ev. Stephanuskirche             | Die Stephanuskirche wurde im 11. Jahrhundert auf den Fundamenten einer römischen Poststation einige Meter westlich neben einer karolingischen dreischiffigen Basilika erbaut, die abgerissen wurde. Diese Kirche wurde in der zweiten Hälfte des 12. Jahrhunderts nach Westen erweitert, als die Kirche benediktiner-Priorat wurde. In dieser Zeit entstand auch der Chorturm mit dem Drei-Konchen-Chor. In der zweiten Hälfte des 18. Jahrhunderts erfolgte eine Reduktion der Kirche auf einen Saalbau mit Vorraum und der Chorturmanlage. |      |
| Fritz-Schunck-Straße 25 Lage                                | Bauernhof                       | Erbaut 1940 |      |

## Breitfurt
| Lage                                                   | Bezeichnung                     | Beschreibung | Bild |
| ------------------------------------------------------ | ------------------------------- | --- | ---- |
| Bliesdalheimer Straße Lage                             | Ev. Kirche                      | Die Kirche wurde 1724 auf den Fundamenten einer aus dem 15. Jahrhundert stammenden Kapelle erbaut, deren Reste in der Südostecke nachweisbar sind. 1822 wurde die Kirche nach Norden erweitert und ein Dachreiter errichtet. 1927 erhielt der schlichte Saalbau mit geradem Schluss eine Empore. Die Holztür stammt aus dem 18. Jahrhundert. |      |
| Bliesdalheimer Straße 71 Lage                          | Wohnhaus                        | Das ehemalige Wohnstallhaus wurde 1791 erbaut. Der zweigeschossige Bau mit Satteldach ist giebelständig. Die Tür mit profiliertem Gewände ist erhalten, das haus wurde stark modernisiert. |      |
| Bliesdalheimer Straße 72 Lage                          | Gasthaus „Zur Linde“            | Das Gasthaus wurde 1764 als zweigeschossiger Bau mit Satteldach erbaut. Der giebelständige Bau besitzt ein Portal mit profilierten gewände und Stichbogenfenster. Auf dem gewändesockel befinden sich Rosetten, die ecken sind verkröpft. |      |
| Bliesdalheimer Straße 81 Lage                          | Wohnhaus                        | Das ehemalige Wohnstallhaus wurde 1775 erbaut. |      |
| Bliesdalheimer Straße 83 Lage                          | Wohnhaus                        | Das 1805 erbaute Wohnhaus wurde am haus Nr. 81 angebaut. Der zweigeschossige bau mit Satteldach besitzt stichbogige Fenster. |      |
| Hanfruthenweg 5 Lage                                   | Bahnhofsempfangsgebäude         | Der Bahnhof aus dem Jahr 1885 war Haltepunkt der Bliestalbahn zwischen Zweibrücken und Saargemünd. Das zweigeschossige Gebäude aus Bruchsteinen besitzt vier Fensterachsen und ein stark geneigtes Walmdach. Im Süden ragt ein Eckrisalit hervor, im Norden wurde ein Güterschuppen angebaut. Im Erdgeschoss waren Fahrkartenausgabe und Warteraum, das Büro des Fahrdienstleiters und die Gepäckaufbewahrung untergebracht. Das Obergeschoss wird durch ein Sohlbankgesims betont, im Erdgeschoss sind Rundbogenoberlichter und Karniesbögen als Verzierung angebracht. |      |
| Kirchheimerhof, Flur 14, Flurstück 3305 Lage           | Ottilienquelle                  | 1881 ließ Alexandre Louis Guillaume Jacomin de Malespine die seit langem als Pilgerstätte besuchte Ottilienquelle fassen, mit einem Brunnenstock versehen und eine Statue der hl. Ottilie in einem Sandsteinbildstock aufstellen. |      |
| Kirchheimerhof, Flur 14, Flurstücke 3300 und 3309 Lage | Wohnhaus mit Wirtschaftsgebäude | De Malespine erbte den dreiseitig umbauten Kirchheimer Hof im 19. Jahrhundert. Der Adlige ließ auf dem Gelände Parkanlagen und Gärten anlegen. Erbaut wurde der Hof im 18./19. Jahrhundert. |      |

## Brenschelbach
| Lage                  | Bezeichnung                    | Beschreibung | Bild |
| --------------------- | ------------------------------ | --- | ---- |
| Kiefernstraße Lage    | Ev. Filialkirche               | Während der Kirchturm aus dem 13./14. Jahrhundert stammt, wurde 1784 ein spätbarocker Saalbau nach Plänen des herzoglichen Baudirektors Friedrich Gerhard Wahl erbaut. Da dieser im Ersten Weltkrieg schwer beschädigt und abgerissen wurde, bekam die Gemeinde 1928/29 eine neue Kirche nach Plänen des Bezirksbaurates Müller aus Homburg errichtet. Entstanden war eine schlichte Saalkirche mit angebautem Chor. |      |
| Kiefernstraße 4 Lage  | Schule                         | Erbaut 1880 |      |
| Vogesenstraße Lage    | Blumenauer Mühle, Mühlengehöft | Die Blumenauer Mühle ist schon im Mittelalter beurkundet. Sie gehörte zu dieser Zeit der kleinadligen Familie von Blumenau. 1403 war die Mühle dann im Besitz des nahen Klosters Hornbach. Aus dieser Zeit stammen auch die ältesten erhaltenen Teile der Blumenauer Mühle. Das Gehöft stammt aus dem 18. Jahrhundert und wurde von der Mennonitenfamilie Hauther erbaut.                                            |      |
| Vogesenstraße 32 Lage | Schmiede                       | Die alte Schmiede stammt aus dem 19. Jahrhundert. |      |

## Lautzkirchen
| Lage                               | Bezeichnung                                                                                     | Beschreibung | Bild |
| ---------------------------------- | ----------------------------------------------------------------------------------------------- | --- | --- |
| Brunnenstraße/Pirminiusstraße Lage | Ensemble Ortskern Lautzkirchen                                                                  | Der historische Ortskern von Lautzkirchen stammt überwiegend aus dem 17. Jahrhundert. Zum Ensemble gehören neben Wohnhäusern auch ein Gasthaus mit Turm. Der zweigeschossige Barockbau mit Krüppelwalmdach besitzt einen aufwendig verzierten Eckerker. | Der historische Ortskern von Lautzkirchen stammt überwiegend aus dem 17. Jahrhundert. Zum Ensemble gehören neben Wohnhäusern auch ein Gasthaus mit Turm. Der zweigeschossige Barockbau mit Krüppelwalmdach besitzt einen aufwendig verzierten Eckerker. |
| Brunnenstraße/Pirminiusstraße Lage | Ensemble Ortskern Lautzkirchen                                                                  | Brunnenstraße 1, Wohnhaus, 18. Jahrhundert (Einzeldenkmal im Ensemble Ortskern Lautzkirchen) | |
| Brunnenstraße/Pirminiusstraße Lage | Ensemble Ortskern Lautzkirchen                                                                  | Pirminiusstraße 17, Wohnhaus, 17. Jahrhundert (Ensemblebestandteil im Ensemble Ortskern Lautzkirchen) | |
| Brunnenstraße/Pirminiusstraße Lage | Ensemble Ortskern Lautzkirchen                                                                  | Pirminiusstraße 19, Gasthaus „Zum alten Turm“ (Einzeldenkmal): Der giebelständige, zweigeschossige Putzbau aus dem 17. Jahrhundert besitzt einen auffälligen Eckerker nach Süden und einen Treppenturm nach NW. Der alte Dachstuhl des Krüppelwalmdaches ist vorhanden. Viele jahre war das haus Hauptgebäude des leyenschen Hofguts und später im Besitz eines Blieskasteler Amtmannes. | |
| Brunnenstraße/Pirminiusstraße Lage | Ensemble Ortskern Lautzkirchen                                                                  | Pirminiusstraße 20, Wohnhaus, 17. Jahrhundert (Ensemblebestandteil) | |
| Brunnenstraße/Pirminiusstraße Lage | Ensemble Ortskern Lautzkirchen                                                                  | Pirminiusstraße 20a, Wohnhaus, 17. Jahrhundert (Ensemblebestandteil) | |
| Brunnenstraße/Pirminiusstraße Lage | Ensemble Ortskern Lautzkirchen                                                                  | Pirminiusstraße 21, Wohnhaus, 17. Jahrhundert (Ensemblebestandteil) | |
| Brunnenstraße/Pirminiusstraße Lage | Ensemble Ortskern Lautzkirchen                                                                  | Pirminiusstraße 22, Wohnhaus mit Gewölbekeller, 17. Jahrhundert (Einzeldenkmal) | |
| Brunnenstraße/Pirminiusstraße Lage | Ensemble Ortskern Lautzkirchen                                                                  | Pirminiusstraße 23/25, Wohnhaus, 17. Jahrhundert (Ensemblebestandteil) | |
| Am Papierweiher Lage               | Straßenbrücke (Einzeldenkmal)                                                                   | | |
| Am Papierweiher 4 Lage             | Wohnhaus                                                                                        | Das Wohnhaus aus dem letzten Viertel des 17. Jahrhunderts ist ein giebelständiger zweigeschossiger Putzbau. Der alte Dachstuhl ist erhalten. In diesem Haus war möglicherweise eine der Mühlen untergebracht, die vom Papierweiher gespeist wurden. | |
| Am Papierweiher 5 Lage             | Wohnhaus mit Gewölbekeller                                                                      | Das Wohnhaus ist ein traufständiger zweigeschossiger Putzbau aus dem Jahr 1760. Im Osten ein Kellergewölbe, der alte Dachstuhl ist erhalten. Die fünfachsige Fassade hat in der Mitte ein Portal. Die Fenstfaschen haben einen waagerechten/flachbogigen Sturz mit betontem Keilstein. Nach Westen wurden ein Stall und eine Scheune angebaut.                                           | |
| Außerhalb der Ortslage             | WH 348, Westwallbefestigung                                                                     | 1937 | |
| Außerhalb der Ortslage             | WH 618, Westwallbefestigung                                                                     | 1938 | |
| Außerhalb der Ortslage Lage        | WH 338, Westwallbefestigung                                                                     | 1939 | |
| Außerhalb der Ortslage             | WH 92, Westwallbefestigung,                                                                     | Zu der Westwallbefestigung aus dem Jahr 1938 gehört eine verbunkerte Quelle mit Saugbehälter und Pferdetränke | |
| Pfarrer-Peter-Straße 1 Lage        | Kath. Pfarrhaus mit Wirtschaftsgebäude                                                          | Die prachtvolle Villa wurde um 1915 von einem Architekten Metzger erbaut. Der eingeschossige Bau mit Krüppelwalmdach besitzt eine halbrunde Auslucht, die sich in das Dach fortsetzt. | |
| Pirminiusplatz 1 Lage              | Ausstattung von Peter Reheis, 18. Jahrhundert in der kath. Kirche St. Mauritius (Einzeldenkmal) | Die Ausstattung der Kirche stammt von dem Baumeister Peter Reheis, der in und um Blieskastel wirkte. Von ihm stammte auch die Vorgängerkirche an gleicher Stelle. Als diese einem Neubau weichen musste, wurde die Ausstattung der alten Kirche ausgelagert und in der neuen Kirche installiert.                                                                                         | |
| St. Ingberter Straße 8 Lage        | Löwensteinsche Mühle mit Inventar                                                               | Die kleine Mühle mit Krüppelwalmdach aus dem 17. Jahrhundert ist ein verputzter zweigeschossiger Bruchsteinbau mit Anbauten. Sie ist nicht mehr in Betrieb, erhalten ist aber ein Teil des alten Inventars mit Schöpfwerk, Schrotmühle, Misch- und Quetschmaschine. Auch der Dachstuhl mit Lehlspecher ist erhalten.                                                                     | |

## Mimbach
| Lage                                          | Bezeichnung                                                                                 | Beschreibung | Bild |
| --------------------------------------------- | ------------------------------------------------------------------------------------------- | --- | ---- |
| Augärtenstraße 1 Lage                         | Portal                                                                                      | 1715 |      |
| Breitfurter Straße 48 Lage                    | Portal                                                                                      | 1726 |      |
| Breitfurter Straße 50 Lage                    | Bauernhaus                                                                                  | 1740 |      |
| Breitfurter Straße 66 Lage                    | Portal                                                                                      | 1745 |      |
| Breitfurter Straße 74 Lage                    | Bauernhaus mit Gewölbekeller                                                                | Erbaut um 1850, umgebaut 1861 |      |
| Breitfurter Straße 75 Lage                    | Wohnhaus                                                                                    | Erbaut 1839 |      |
| Breitfurter Straße 76 Lage                    | Bauernhof, 1709                                                                             | Erbaut 1709 |      |
| Freishauserhof, Flur 8, Flurstück 1811/1 Lage | Herrenhaus des Freishauser Hofes                                                            | 2. Hälfte des 19. Jahrhunderts |      |
| Kirchgasse/Waschgasse Lage                    | Portal                                                                                      | 1715 |      |
| Kirchgasse 6 Lage                             | Ev. Christuskirche, 14. Jahrhundert Turm, 1768–69 Schiff, Wiederaufbau 1952 (Einzeldenkmal) | Ältester Teil der Kirche ist der untere Teil des aus dem 14. Jahrhundert stammenden Turms. Nachdem die Kirche während des Dreißigjährigen Krieges stark beschädigt worden war, entschloss man sich zu einem Neubau. In den Jahren 1767 bis 1769 erbaute man nach den Plänen des pfalz-zweibrückischen Landbaudirektors und Architekten Philipp Heinrich Hellermann. Der mittelalterliche Turm wurde erhöht und erhielt eine barocke Haube. Die barocke Saalkirche mit Krüppelwalmdach ist im Inneren nüchtern gehalten. Zu den besonderen Ausstattungsgegenständen gehören eine Walcker-Orgel und ein Doppelgrabmal aus der Renaissance. |      |
| Mühlgasse 2/4 Lage                            | Wohnhaus                                                                                    | Erbaut im 18. Jahrhundert |      |
| Mühlgasse 7 Lage                              | Portal                                                                                      | 18. Jahrhundert |      |
| Mühlgasse 14/16 Lage                          | Bauernhaus                                                                                  | Erbaut 1717 |      |
| Mühlgasse 28 Lage                             | Wohnhaus mit Gewölbekeller                                                                  | Erbaut 1840 |      |
| Mühlgasse 30 Lage                             | Wohnhaus                                                                                    | Erbaut 1828 |      |
| Mühlgasse 31 Lage                             | Mühle                                                                                       | Die einstige Mühle stammt aus dem Jahr 1734 und wird heute als Wasserwerk genutzt. Sie ist eines der ältesten noch in Dienst befindlichen Industriedenkmäler Deutschlands. |      |

## Niederwürzbach
| Lage                            | Bezeichnung                                                               | Beschreibung | Bild |
| ------------------------------- | ------------------------------------------------------------------------- | --- | ---- |
| Annahof 1 Lage                  | Annahof                                                                   | Der Annahof wurde um 1788 von Simon Glattfelder für die Gräfin Marianne von der Leyen als Gutshof erbaut. Das zweigeschossige fünfachsige Wohngebäude mit Walmdach bildet mit den halbrunden Wirtschaftstrakten eine ovale Hofumbauung, was dem Hof den Namen „Runder Bau“ einbrachte. Um 1920 wurde der Hof erweitert. Dabei entstanden auch zwei niedrige massive Türme, die die Toreinfahrt flankieren. |      |
| Außerhalb der Ortsrandlage Lage | Ensemble Westwall Breithof, WH 66, WH 302, Westwallbefestigung (Ensemble) | Zur sogenannten Hilgenbachstellung am Breithof gehören ein Gruppenunterstand mit angehängten Kampfraum (WH 66) und ein MG-Schartenstand (WH 302). |      |
| Außerhalb der Ortslage          | WH I 1, Westwallbefestigung                                               | Gefechts- und Sanitätsstand, 1939 |      |
| Außerhalb der Ortslage          | WH 8757c, Westwallbefestigung                                             | Artilleriebeobachtungsstand, 1940 |      |
| Außerhalb der Ortslage          | WH 19, Westwallbefestigung                                                | Bunker, 1936 |      |
| Außerhalb der Ortslage          | WH 18a, Westwallbefestigung                                               | Bunker, 1936/37 |      |
| Außerhalb der Ortslage          | WH 40, Westwallbefestigung                                                | MG-Schartenstand, 1937 |      |
| Außerhalb der Ortslage          | WH 8651a, Westwallbefestigung                                             | Artilleriebeobachtungsstand, Bunker, 1938 |      |
| Bezirksstraße 1 Lage            | „Monplaisir“ oder „Roter Bau“                                             | Das Landhaus wurde 1785/86 von Peter Reheis für die Gräfin Marianne von der Leyen erbaut. Dem langgestreckten eingeschossigen Gutshof wurden um 1780 ein westlicher Wirtschaftshof und 1829 ein östlicher Wirtschaftshof angefügt. |      |
| Gut Junkerwald 1 Lage           | Herrenhaus Gut Junkerswald                                                | 1902/03 ließ der St. Ingberter Arzt und Königlicher Hofrat Carl Ehrhardt von Georg von Hauberrisser auf der Halbinsel zwischen den beiden Wasserarmen des Niederwürzbacher Weihers eine Villa bauen, die er seiner Tochter Auguste Maria zur Hochzeit mit Otto Rextroth schenkte. Das Ehepaar baute 1908 außerdem ein Wirtschaftsgebäude und eine Gärtnerei. 1965 kaufte die Stadt Blieskastel die Gebäude und das 320.000 m² große Grundstück. Ab 1968 wurde im Wirtschaftsgebäude eine Gutsschänke verpachtet. Die Villa wurde Weiterbildungszentrum der Arbeitskammer des Saarlandes. Im Oktober 1975 wurde die Gutsschänke und im Dezember 1983 die Villa Junkerwald sowie 6000 m² Hof, Grünland und Böschung an Privatleute verkauft. |      |
| Kirkeler Straße Lage            | Hubertuskapelle                                                           | Die Hubertuskapelle entstand 1742. 1793 wurde die Kapelle in den Wirren der französischen Revolution in Mitleidenschaft gezogen, doch schon bald renoviert. Als die Kirchengemeinde in Niederwürzbach 1881 ein neues Gotteshaus erhielt, ging die Kapelle in den Besitz der politischen Gemeinde über, die das Gebäude ab 1935 als Rathaus und Feuerwehrhaus nutzte. 1952 erwarb die evangelische Kirche das profanierte Gebäude zurück und ließ aufwendig den alten Zustand wiederherstellen. |      |
| Kirkeler Straße 1 Lage          | Schule                                                                    | Erbaut 1876/77 |      |
| Metzer Straße 2 Lage            | Wohnhaus                                                                  | Erbaut 1903 |      |
| Prälat-Rößler-Straße Lage       | Relieftafel St. Hubertus, Kath. Kirche St. Hubertus                       | Die Relieftafel wurde 1750 von dem Bildhauer Johann Martersteck geschaffen. |      |
| Zum Petersberg Lage             | Friedhofskreuz,                                                           | Geschaffen 1821 |      |

## Pinningen
| Lage            | Bezeichnung | Beschreibung | Bild |
| --------------- | ----------- | ------------ | ---- |
| Seyweilerstraße | Wegekreuz   | 1851         |      |
| Seyweilerstraße | Wegekreuz   | 1762         |      |

## Webenheim
| Lage                        | Bezeichnung                                  | Beschreibung | Bild |
| --------------------------- | -------------------------------------------- | --- | ---- |
| Außerhalb der Ortslage Lage | Grünbacherhof mit Wirtschaftsgebäude         | Der Grünbacherhof ist ein ehemaliger Gutshof von 1761. Das Wirtschaftsgebäude entstand um 1880. |      |
| Bliestalstraße 53 Lage      | Martin-Luther-Kirche                         | Von der ursprünglichen Ägidiuskirche aus dem 15. Jahrhundert ist nur der schmale, gestufte Kirchturm erhalten. Die Hallenkirche mit fünf Fensterachsen wurde 1866/67 als Sandsteinquaderbau im neugotischen Stil nach Plänen des Baumeisters Anton Hurt errichtet. |      |
| Kircheneck 1 Lage           | Bauernhaus                                   | Das etwas zurückstehende Bauernhaus aus dem 18. Jahrhundert besitzt vier Fensterachsen und dazwischen zwei große Scheunentore mit darüberliegenden runden Fenstern.                                                                                                |      |
| Stadtpfad 2 Lage            | Bauernhaus mit Keller und Wirtschaftsgebäude | Erbaut 1769 |      |
| Stadtpfad 4 Lage            | Gewölbekeller                                | 18. Jahrhundert |      |

## Wolfersheim
| Lage                 | Bezeichnung                 | Beschreibung | Bild |
| -------------------- | --------------------------- | --- | ---- |
| Am Kappelberg 1 Lage | Bauernhof                   | Erbaut 1942 |      |
| Wolfharistraße Lage  | Protestantische Pfarrkirche | Im 13./14. Jahrhundert erfolgte der Bau einer ersten Kirche, von der heute nur noch der Chorturm mit Satteldach erhalten ist. Das ursprünglich als katholische Kirche und als Simultankirche genutzte Gotteshaus wurde 1754 als schmuckloser Saalbau mit drei Fensterachsen. Der Chorturm besitzt an der Südseite zwei gotische Maßwerkfenster. |      |